# 伊藤史隆のラジオノオト
『伊藤史隆のラジオノオト』（いとうしりゅうのらじおのおと）は、朝日放送ラジオ（ABCラジオ）が2017年度から2022年度までプロ野球（NPB）のナイターオフ期間を中心に放送していた生ワイド番組シリーズ。朝日放送テレビ（ABCテレビ）のゼネラルアナウンサーだった伊藤史隆（いとう しりゅう）の冠番組でもある。
朝日放送グループホールディングス（ABC）本社（大阪市福島区）ラジオスタジオからの生放送番組で、NPBのナイターオフ期間には、放送枠を毎週火曜日 - 金曜日の18:00 - 21:00（2019年度まで）→19:00 - 21:00（2020年度から、いずれもJST）に編成。2018年から2022年までのNPBナイターイン期間（基本として4 - 9月）には、『ABCフレッシュアップベースボール 伊藤史隆のラジオノオトVersion』（エービーシーフレッシュアップベースボール いとうしりゅうのらじおのおとバージョン）を随時放送していた。

## 概要
ABCテレビ（2018年3月31日まではABC）を代表するスポーツアナウンサーの伊藤が進行する「普通の大人が普通に聞ける番組」。時間帯ごとにテーマを定めながら、最近のテレビ番組を物足りなく感じているリスナーに向けて、肩に力を入れ過ぎないトーク、阪神タイガースを中心にしたスポーツ関連の最新情報、伊藤の世代（50代）にとって心地良く感じられる楽曲などを生放送で届けていた。
番組タイトルの表記は「ラジオノオト」だが、放送上の呼称は「ラジオノート」である。このタイトルを付けたのは小塚舞子（火曜放送分の初代パートナー）で、伊藤によれば、「オト」という表記を用いたのは「『昭和サウンドトラック』の流れを汲む音楽番組」「自身によるインタビュー取材の音源を随時放送する番組」としてのニュアンスを込めたことによるという。その一方で、番組のメールアドレスや番組公式サイトのURLには、「ノート」の英語表記（note）を組み込んでいる。

### 『伊藤史隆のラジオノオト』
伊藤は、スポーツアナウンサーとして活動するかたわら、ABCラジオで生ワイド番組（『ABCヤングリクエスト』『ようこそ!伊藤史隆です』など）のパーソナリティを歴任。2016年3月28日から『伊藤史隆のOn-site RADIO』（毎週月曜日17時台の生放送番組。2020年9月28日で終了）を通年で担当するほか、同年10月1日から2017年9月30日までは、毎週土曜日の17時台に『昭和サウンドトラック』（事前収録による1時間の音楽番組）のパーソナリティを務めていた。
その一方で、ABCラジオでは2012年度のナイターオフ編成から、毎週火 - 金曜日の夜間に『堀江政生のほりナビ!!』（伊藤の後輩アナウンサー・堀江政生の冠番組）を通年（ナイターイン編成ではフィラー番組扱い）で生放送。2016年度のナイターオフ編成では『堀江政生のほり×ナビ』（ほりえまさおのほりなびクロス）として報道色を強めたが、2017年3月30日の放送を最後に『ほりナビ』シリーズを終了させた。当番組の開始に際しては、『ほり×ナビ』の放送枠を引き継ぐとともに、レギュラー出演者の一部（朝日放送の野球解説者など）が続投。『ほり×ナビ』の18時台から「スポーツヘッドライン」（スポーツニュース）や「ムキムキ!ノーサイド劇場」（金曜日のラグビー情報コーナー）を引き継ぐ一方で、2009年度までナイターオフ編成に組み込んでいた『菊正宗 ほろよいイブニングトーク』（ニッポン放送制作）火 - 金曜の放送を、18時台後半の内包コーナー扱いで8シーズン振りに復活させた。
2018年度には、『菊正宗 ほろよいイブニングトーク』の内包を続けるなど、基本として前年度のコーナー構成を踏襲。全編にレギュラーで出演する日替わりパートナーが全員続投する一方で、「虎バンパートナー」（日替わりで18時台にのみ出演する朝日放送テレビの野球解説者）については、出演者や出演曜日の一部を変更した。また、2019年に日本国内でラグビーワールドカップの開催を控えていたことを背景に、金曜放送分では（前身番組時代を含めて）2017年度まで18時台の後半に編成されてきた「ムキムキ!ノーサイド劇場」の時間帯を19時台の前半へ移動させた。
2019年度には、放送期間の序盤がラグビーワールドカップの開催期間と重なることを踏まえて、上記の構成を維持。2020年2月6日（木曜日）・7日（金曜日）19時台に放送されたラグビーの企画が放送批評懇談会に高く評価された結果、2019年度（第57回）ギャラクシー賞・ラジオ部門の選奨を受賞した。
2020年度には、『ラジオで虎バン!』を火 - 金曜日の18:00 - 19:00に編成した関係で、当番組の放送時間を19:00 - 21:00に変更。2019年度まで18時台で扱っていた阪神タイガース関連の話題・企画を『ラジオで虎バン!』に集約させたため、当番組では「スポーツヘッドライン」や「虎バンパートナー」を設定せず、曜日別のパートナーのみ登場した。『菊正宗 ほろよいイブニングトーク』については、ニッポン放送がレギュラー放送を見合わせたため、ABCラジオでも放送しなかった。
2021年度には、レギュラー放送の再開を前に、twitterとinstagramに番組公式アカウントを初めて開設した。実際には、2021年日本プロ野球（NPB）レギュラーシーズンの終盤で阪神戦が最初から組まれていない10月22日（金曜日）に、（『ラジオで虎バン!』を編成しない）3時間バージョンを「第1回」として生放送。ABCの地元チームから阪神に加えてオリックス・バファローズもクライマックスシリーズへの進出を当日までに確定させていたため、両チームがNPBのポストシーズンを完全に終えるまでは、火 - 金曜日で試合が最初から組まれていない場合に3時間バージョンの暫定編成などで対応している。なお、ニッポン放送では2021年10月から『ほろよいイブニングトーク』のレギュラー放送を2シーズン振りに再開しているが、放送曜日が火 - 土曜日に変更されたことなどから、ABCラジオでは当番組への内包を含めて相互ネットを見送った。
伊藤は2022年の誕生日（10月25日）で朝日放送グループの定年（60歳）に到達したが。当番組は、プロデューサーと火曜日のパートナーを交代したうえで、2022年度ナイターオフ期間の火 - 金曜日に『ラジオで虎バン!』とセットで放送していた。本人は2023年2月24日（金曜日）の時点で正社員定年後の去就を明らかにしていなかったが、翌週（2月27日 - 3月5日）にリフレッシュ休暇を取得したことに伴って、2月28日（火曜日）放送分で当番組を初めて休演。復帰後の3月8日（水曜日）放送分のオープニングトークで、4月1日以降も嘱託扱いの「シニアアナウンサー」として勤務することを正式に表明した。その一方で、正社員としての定年を機に、当番組のレギュラー放送を定年退職の前日（2023年3月30日）で終了。3月22日（水曜日）放送分では、「シニアアナウンサー」として他番組（スポーツ中継や『日曜落語 〜なみはや亭〜』など）への出演を続けながら、神戸新開地・喜楽館の初代支配人に就任することをリスナーに報告している。

### 『ABCフレッシュアップベースボール 伊藤史隆のラジオノオトVersion（スペシャル）』
JRNとNRNのクロスネット局であるABCラジオでは、2010年度以降のNPBナイターイン期間で、火曜日 - 木曜日にJRNナイターへ参加している。しかし、JRNの基幹局・TBSラジオが2017年度を最後にNPB試合中継の放送業務から撤退したため、ABCラジオでは2018年度からJRNナイター参加日の放送体制を一新。阪神タイガースの公式戦がデーゲームで開催された場合（主に祝祭日）や、NPBのナイトゲームが最初から一切組まれていない場合には、『ABCフレッシュアップベースボール』ナイトゲーム中継の基本放送枠（17:55 - 21:00）を『ABCフレッシュアップベースボール 伊藤史隆のラジオノオトVersion』の生放送に充てている。なお、2018年度のみ、7月以降の放送で『ABCフレッシュアップベースボール 伊藤史隆のラジオノオトスペシャル』というタイトルを用いていた。
『ラジオノオト』としての放送は、2018年度は阪神戦が基から予定されていない日、またはデーゲームである場合は他球団のナイターが開催されていても当番組を優先していたが、2019年から予備カードが設定される機会が増えたため、放送されるケースは基から全試合デーゲーム、または全球団移動・休養日である、ないしは極端に試合数が少なく、阪神・オリックス戦の開催が基から組まれていない日に、巨人・DeNA主催試合のJRN（アール・エフ・ラジオ日本含む）での放送 向けの放送がない場合、またヤクルト主催はJRN系列での放送が認められていない という事情もあり、JRNナイターとしての放送該当カードが基からない時の放送に限られる。放送予定カードがあり、それらが雨天中止となった場合 には、『ラジオノオト』は組まれず、『フレッシュアップベースボールスペシャルバージョン』を放送することがある。。
なお、2020年度には当番組の放送を見合わせていた。NPBレギュラーシーズンの開幕延期期間に関連番組（詳細後述）を放送したことや、移動日自体の設定が週1回程度に限られていたことによる。このため、火 - 金曜日で阪神のナイトゲームがあらかじめ組まれていない場合には、オリックスを含む他球団のナイトゲーム中継に充てていた。
2021年度からは、2019年度までと同じ条件で当番組の放送を再開していた。しかし、伊藤が「シニアアナウンサー」へ移行した2023年4月1日付で神戸新開地・喜楽館の支配人へ就任したことなどから、ナイターオフ版と同じく2022年度で終了した。

### 『伊藤史隆のプレイボールまで待てない』
2020年には、日本国内で年頭から新型コロナウイルスへの感染が拡大している影響で、当初3月20日（金曜日）に設定されていたNPBレギュラーシーズンの開幕が5月以降に持ち越されている。このような事情から、阪神の開幕戦がデーゲーム（明治神宮野球場での対東京ヤクルトスワローズ戦）で組まれていた同日に終了する予定だった当番組2019年度版（シーズン3）の放送期間を27日まで延長。翌週（31日）から、『伊藤史隆のプレイボールまで待てない』という生放送番組を、当番組の放送枠に急遽編成した。
放送期間は2週間（全8回）で、4月10日（金曜日）に終了。ただし、伊藤は最終回に、「今後も開幕が延びるようであれば、この時間に再び（リスナーの）お耳に掛かるかも知れない」との表現で、ゴールデンウィーク終了までの状況に応じて自身の冠番組を暫定的に復活させる可能性があることを示唆していた。
ちなみに、放送期間中のラジオ番組表などでは、『伊藤史隆のプレーボールまで待てない』というタイトルを用いることがあった。

### 『伊藤史隆のラジオノオトはじめました』
ABCラジオでは、『プレイボールまで待てない』終了の翌週（2020年4月14日）から、『ラジオノオト』の放送枠で『ラジオで虎バン!』（18:00 - 19:00）と『NEXTをさがせ!』（19:00 -　21:00、いずれも自社制作による生放送番組）を編成。『NEXTをさがせ!』については、5月8日（金曜日）までの4週間限定で、ジャンルの異なるパーソナリティを日替わり（火曜日のみ隔週交代）で揃えていた。
しかし、ゴールデンウィークの終了後もNPBレギュラーシーズン開幕の目途が立たないことが4月中に判明したため、ABCラジオでは開幕までの番組編成を三たび変更。『ラジオで虎バン!』の放送を開幕の前日まで続けながら、『NEXTをさがせ!』を当初の予定に沿って終了させたうえで、5月12日（火曜日）から開幕前日までの火 - 木曜日に『伊藤史隆のラジオノオトはじめました』という派生番組を急遽編成することを決めた。当初は終了日が決まっていなかったが、NPBが6月19日（金曜日） に無観客試合としてレギュラーシーズンを開幕することを5月25日（月曜日）に決定したため、実際には6月18日（木曜日）まで6週間にわたって放送された。
番組のタイトルを『ラジオノオトはじめました』に定めたのは、飲食店の店頭に「冷やし中華（またはかき氷）はじめました」という看板が出始める時期（初夏）に放送したことによる。このような事情から、お笑いタレントのAMEMIYAが、『冷やし中華はじめました』という十八番にちなんだ『ラジオノオトはじめました』専用のジングルを特別に提供。伊藤がジングルの収録にコーラスで参加したほか、ABCラジオのtwitter公式アカウントや『ラジオノオト』のFacebook公式アカウントでは、AMEMIYAがこのジングルをギターの弾き語りで熱唱した動画を特別に配信している。

## 出演者

### パーソナリティ
- 伊藤史隆（ABC→ABCテレビアナウンサー）
  - 2011年10月3日から2015年3月27日までは、スポーツアナウンサーとしての活動を休止したうえで、『キャスト』（ABCテレビ平日夕方のローカル報道・情報番組）の初代メインキャスターを担当。ABCラジオでは、『おはようパーソナリティ道上洋三です』（『おはパソ』）『ドッキリ!ハッキリ!三代澤康司です』などの帯番組でパーソナリティ代理を経験しているが、当番組で帯番組のレギュラーパーソナリティを初めて務める。
    - 『おはパソ』については、メインパーソナリティで先輩アナウンサーの道上洋三が脳梗塞の発症（2021年9月11日）に伴う入院加療で復帰の時期を見通せない状況にあることを受けて、同年10月4日から月曜日を中心にパーソナリティ代理を定期的に担当。2021年度のナイターオフ期間中（同年12月 - 2022年3月）も、当番組の「シーズン5」と並行しながら、基本として毎週月曜日に『おはパソ』へ出演している。

  - 当番組の放送期間中にも、スポーツアナウンサーとしての活動を継続。当番組を放送しない月曜日には、『伊藤史隆のOn-site RADIO』のパーソナリティを2020年9月28日まで担当していた[注 6]。その一方で、当番組では『ようこそ!伊藤史隆です』や『キャスト』に続いてインタビュー取材にも赴く。
  - 2018年のプロ野球シーズンには、新たに『おはようコールABC』（ABCテレビ平日早朝の生放送番組）で水曜日のスポーツコメンテーターをレギュラーで務めるほか、『ABCフレッシュアップベースボール 伊藤史隆のラジオノオトVersion』を放送する場合がある。そのため、平日の『フレッシュアップベースボール』では、金曜日に阪神のナイトゲームを中継する場合を中心に実況やベンチリポーターを担当する。
  - ラジオパーソナリティとしては、MBSラジオで『ごめんやす馬場章夫です』シリーズを担当していた時期の馬場章夫のように「リポートの収録を伴う取材へ積極的に赴いたうえで、取材の成果を後日の放送で紹介する」というスタイルを志向。「放送局の壁を越えてでもラジオ業界を一緒に盛り上げたい」というスタンスの持ち主でもあることから、当番組の放送期間中にKiss FM KOBE制作の生放送番組へ出演したことがある（当該項に詳述）。
    - 当番組と同じ2017年度からのスタートで、放送時間の一部が重なる『次は〜新福島!』（MBSラジオがナイターオフ期間に編成する毎日放送アナウンサー・福島暢啓の冠番組）に対しても、2018年度の放送で「事情が許せば、（放送終了時間の早い）当番組の本番後にゲストで（MBSラジオのスタジオへ）出演するか、当番組のスタジオに福島を招いての2局同時生放送を実現させたい」と持ち掛けていた（当該項に詳述）。このような経緯から、年始特別編成で当番組の放送を休止していた2020年1月1日（水曜日）には、『福島のぶひろの大新年会!おめでとう日本!』（福島の冠番組シリーズから派生した長時間の生放送によるMBSラジオの新春特別番組）14時台「パイセンがやってきた!スペシャル」の「スペシャルゲスト」として福島と初めて対面した。逆に、同年2月28日（金曜日）には、福島を当番組の「スペシャルパートナー」として後半（19:43以降の時間帯）[注 7] から招いた。

  - 「シーズン1」の初回から「シーズン6」期間中の2023年2月25日（金曜日）放送分まで出演を続けてきたが、朝日放送テレビからの定年退職（2023年3月31日）を前に、2月27日（月曜日）から1週間のリフレッシュ休暇を取得した。伊藤が当番組を休演することは初めてで、休暇期間中の当番組ではタイトルを変えずに、以下の後輩アナウンサーがパーソナリティを代行している。
    - 2月28日（火曜日）・3月1日（水曜日）：上田剛彦
    - 3月2日（木曜日）・3月3日（金曜日）：柴田博

### 曜日レギュラー
ABC→ABCテレビの野球解説者については、放送上は「虎バンパートナー」と総称。火 - 木曜日の出演者については、『ABCフレッシュアップベースボール 伊藤史隆のラジオノオトVersion（スペシャル）』にも、放送曜日に応じて登場する。
なお、ABCラジオでは、プロ野球シーズン中の金曜日にNRNナイターへ参加。阪神戦が最初から組まれていない場合でも、ナイトゲームの基本中継枠でNRN向けフィラー番組（ニッポン放送制作）の同時ネットを実施するため、『 - ラジオノオトVersion』を編成しない。

#### 日替わりパートナー
- 火曜日
  - 小塚舞子（2017・2018年度＝産前産後休業による休演期間あり）
    - ABCラジオでは、毎週日曜日に、当番組と同じ時間帯で『Cheers!』（通年放送の生ワイド番組で2019年3月に終了）のパーソナリティを担当。当番組では「カルチャーのスペシャリスト」としてパートナーに起用されたため、伊藤から「音楽監督」[注 8] を任されていた。伊藤とは、『キャスト』[注 9] でも共演。
    - 2017年度の放送期間（シーズン1）終了後に、かみぬまゆうたろう（埼玉県を中心に活動する2歳年下のミュージシャン）[注 10] と結婚した。2018年度火曜版の開始（2018年10月9日放送分）時点で妊娠8ヶ月の身であるため、同年11月27日まで出演。2018年12月11日の第一子（長女）出産を経て、2019年3月5日放送分から火曜版の最終放送（26日）まで再び出演した。ちなみに、休暇期間中の火曜日では、以下の人物を「マンスリーパートナー」に迎えていた。
      - 2018年12月および2019年1月1日[注 11]：田淵麻里奈
        - ABCラジオでは、2018年度のナイターイン期間に『フライング9〜ジック!』（ナイトゲーム中継を予定している火 - 木曜日19・20時台の雨傘番組）のパーソナリティ、2019年からナイターイン期間に『ABCフレッシュアップベースボール』火 - 木曜日のスタジオMCを担当。2020年3月24日からは『田淵麻里奈の夜あそびはココから』（通称『夜ココ』）のパーソナリティを兼務している。伊藤と同じ10月25日生まれ。
          - 『夜ココ』は通年で火 - 木曜日の21時台に編成されている生放送番組で、ナイターイン期間中は『フレッシュアップベースボール』の後座番組、ナイターオフ期間には当番組火 - 木曜分の後枠番組になっている。2022年度ナイターオフ期間（当番組における「シーズン6」）の火 - 木曜日には、伊藤が当日のメッセージテーマ（○○）を基に「（田淵）麻里奈さんは○○なのかな（○○していたのかな）?」という問い掛けで当番組を締めくくった後に、田淵がその問い掛けに沿ったトークを『夜ココ』の冒頭で展開するパターンが定着。

      - 2019年1月（1日除く）：中野涼子
        - ABCラジオでは、『感度良好!中野涼子です』でパーソナリティを担当。出演最終日に当たる27日に誕生日を迎えた。

      - 2019年2月：向井亜季
        - ABCラジオの番組に初めて出演する小学校教諭出身のフリーアナウンサーで、『朝だ!生です旅サラダ』（ABCテレビ制作の全国ネット番組）放送開始当初からのレギュラー出演者である芸名が同音異字のタレントとは別人。中野と同じく、出演最終日（26日）に誕生日を迎えた。

    - 2019年度の「シーズン3」以降は当番組から遠ざかっていたが、「シーズン6」終盤の2023年3月7日（火曜日）に、「ようこそ、ラジオノオトへ」（19時台後半）のゲストとしておよそ4年振りに出演。自身のプロデュースによってこの日から発売されたレトルトカレーのPRを兼ねていたため、伊藤と曽麻綾（「シーズン6」からの火曜パートナー）によるカレー（全3種類）の試食を生放送中に実施したほか、希望するリスナーへのプレゼント用にカレー全種類のセットを提供した。

  - 向井亜季（2019・2020年度）
    - 『 - ラジオノオトVersion』が火曜日に放送される場合のパートナーを経て、ナイターオフ版（シーズン3）から、小塚に代わってレギュラーパートナーへ起用。『シーズン3』終了後の2020年5月からは、タレント活動と並行しながら、専科教員として大阪市内の小学校で教師生活を再開している。

  - 小林祐梨子（2021年度、後述）
    - 詳細は後述。シーズン1から2020年度（シーズン4）まで木曜日のパートナーを務めた後に、出演曜日を向井と入れ替えたうえで続投。長男（2017年5月に出産）や次男（2021年2月に出産）の育児と両立させるべく、放送週によっては兵庫県加古川市内の自宅や小野市内の実家からSkype経由のリモート方式で出演していた。

  - 曽麻綾（そうま・あや：2022年度）[3]
    - カナダ出身の吉本新喜劇座員で、「曽麻綾」は芸名。「吉本新喜劇の大ファン」という中華人民共和国出身の実父の影響を受けて、「吉本新喜劇金の卵オーディション」への参加と合格を経て、2018年の入団を機に日本での生活を本格的に始めた。来日してからの愛称は「曽麻ちゃん」で、当番組を通じて、日本の放送局が国内向けに制作する番組へ初めてレギュラーで出演。
      - シーズン6の開始前から決まっていた仕事（吉本新喜劇の公演への出演など）で休演することが決まっている週には、同僚団員の 大塚澪（おおつか・れい）が2022年10月11日放送分からパートナーを務めている。

    - シーズン1から5シーズンにわたってパートナーを務めてきた小林は、「自宅での育児と並行しながら、大阪のスタジオへ夜間に出向いて生放送へ出演することが難しくなった」との理由でレギュラー出演を見合わせた。ただし、NHKが制作する中継で解説を務めている駅伝を2022年12月22日と2023年1月11日（いずれも水曜日）の当番組で特集することを受けて、両日のみ「スペシャルゲスト」扱いで出演。2023年1月11日放送分へ出演した際に、第3子を懐妊していることを公表した。
- 水曜日：7代目笑福亭松喬（2017 - 2022年度）
  - 「演芸・お笑いのスペシャリスト（落語家）」としてのパートナー起用で、2017年度初回放送（2017年10月4日）[注 12] のみ「笑福亭三喬」名義で出演[注 13]。10月8日（日曜日）に「7代目笑福亭松喬」を襲名したため、第2回（10月11日）以降の放送では「笑福亭松喬」を正式に名乗っている。
  - ABCラジオでは、三喬時代の2001年度から2010年度まで『歌謡大全集』[注 14] のパーソナリティを担当。2017年1月1日からは『日曜は三喬（松喬）日和』[注 15]（毎週日曜日の8:10 - 8:25に放送されていた収録番組）のパーソナリティを務める。
  - 2018年1月31日には『泣いたらアカンで通天閣』（大阪松竹座での舞台公演）のゲネプロ、2月7日には本公演に出演。このため、1月31日放送分のみ、笑福亭銀瓶[注 16] がパートナー代理を務めた。2月7日放送分については、松喬が夜公演を終えた後に、19時台の前半から出演。
  - クリスマスシーズン（毎年11月下旬 - 12月25日）の放送では、笑福亭鶴光（松鶴一門の先輩で、師匠・6代目松喬の兄弟子）の口調を連想させる関西弁で「ハッピークリスマスでおま!」というメッセージを吹き込んだスペシャルジングルが、2019年度まで曜日を問わず流れていた。
  - 『シーズン1』から自身と同じく5シーズン連続でパートナーを務めていた小林祐梨子が、『シーズン6』へのレギュラー出演を見合わせたことに伴って、番組の開始当初からレギュラー出演を一貫して続ける唯一のパートナーになった。なお、小林とは前述した事情から、2023年1月11日にスタジオでの共演が6シーズン目にして初めて実現。
  - 『日曜落語～なみはや亭～』では、当番組の終了後も、スタジオゲストとして「席亭」の伊藤と随時共演している。
- 木曜日
  - 小林祐梨子（2017 - 2020年度、2020年度には産前産後休業による休演期間あり）
    - 元陸上競技選手・陸上女子1500m前日本記録保持者・北京オリンピック女子5000m日本代表。「スポーツのスペシャリスト」としてのパートナー起用で、ABCラジオの放送対象地域でもある兵庫県小野市出身・加古川市在住。競技生活引退後の2016年に結婚してから、2017年7月に長男を出産している。そのため、夫が長男を連れてスタジオの前室まで同行する日には、小林自身や伊藤がフリートークでそのことに言及することがあった。
    - 伊藤がスポーツアナウンサーとしての取材を通じて、「小林の話を多くの人に聞いて欲しい」と感じたことから、当番組の構想段階でパートナーに推挙。テレビ・ラジオ番組を通じて、初めてのレギュラー出演が実現した。
    - テレビ番組では2018年4月2日から、『情報スタジアム 4時!キャッチ』→『NEWS×情報 キャッチ+』（サンテレビ平日夕方の生放送番組）の月曜日でレギュラーコメンテーターを務める。同年12月13日（木曜日）には、「『ラジオノシゴト』をキャッチ」と称して、『4時!キャッチ』のスタッフが当番組の舞台裏に密着取材。小林が出演した翌週月曜日（12月18日）の『4時!キャッチ』で取材の模様を放送したため、取材映像には（当番組スタジオの前室へ連れていた）長男、伊藤、当番組の制作スタッフも登場した。ちなみに小林は、密着取材に際して、「『4時!キャッチ』のスタッフジャンパーを羽織りながら、伊藤に気付かれないように、本番中に『キャッチ』という言葉を20回言う」というミッションを『4時!キャッチ』の取材班から課せられていた（実際には10回発言）。
    - 『シーズン1』からラジオ番組表の紹介文で「マシンガントーク（が）炸裂」と表現されるほど、出身地の方言である播州弁で矢継ぎ早にフリートークを展開することが特徴。2020年2月20日（木曜日）の本番前にゲスト扱いで初めて出演した『ちちんぷいぷい』（MBSテレビ）でも、当番組のタイトルを伏せながら、「他局のラジオ番組ではマシンガントークキャラで人気」と紹介された。同年の4月改編から、水曜日にレギュラーで出演。
    - 『シーズン4』木曜日の初回放送（2020年11月12日）で、第二子（男児）を懐妊していることを公表。同日の時点で妊娠7ヶ月の身であるため、『シーズン4』には2021年1月28日放送分まで出演した後に、同年2月から産前産後休業に入っている。
      - 『シーズン4』の開始1ヶ月前（2020年10月2日）からは、毎週金曜日の午前中に、ターザン山下とのコンビで『4 SEASONS -ENERGY-』（Kiss FM KOBE）の「サウンドクルー」（パーソナリティ）も担当（2021年1月29日放送分をもって一時休演）。2021年1月1日（金曜日）放送分では、「トライ!コベルコスティーラーズ」（当日から午前9時台の前半で放送を開始したジャパンラグビートップリーグ・神戸製鋼コベルコスティーラーズの情報コーナー）以降のパートで伊藤をゲストに迎えた（当番組は朝日放送ラジオの年始特別編成によって当日の放送を休止）。
      - 産前産後休業中には、以下のスペシャルパートナーが週替わりでスタジオ出演。小林は2021年2月13日（土曜日）に次男を出産したため、同月17日（水曜日）の退院を経て、同日放送分のオープニングで実家から電話を通じて出産を報告した。
        - 2月4日：ベリーグッドマン
        - 2月11日：前野彩（ファイナンシャルプランナー）
        - 2月18日：川田一輝
        - 2月25日：藻谷浩介[注 17]
          - 別件の仕事で滞在している埼玉県内からリモート方式で出演したため、朝日放送ラジオのスタジオからは伊藤史隆が単独で進行。

        - 3月4日：奥村朱美（女子陸上選手・田中希実のパーソナルトレーナー）
          - 小林・田中と同じ兵庫県小野市の出身で、かねてから親交の深い小林からの推薦でスペシャルパートナーに起用されたため、オープニングには小林も電話で出演。

        - 3月11日には、東日本大震災の発災から10年目に当たることを背景に、Kiss FM KOBEスタジオとの二元生中継方式で放送。18:50まで『Kiss MUSIC PRESENTER』木曜分のサウンドクルーを担当しているターザン山下が、本番終了の直後にKiss FM KOBEのスタジオから出演。19時台には、小林も電話で生放送に参加した。
          - Kiss FM KOBEでは当番組の時間帯に『SHINGO'S RADIO SHOW』（自社制作による生放送番組）を編成していたため、同局とのサイマル放送には至らなかったものの、放送中には「ABCラジオのサーバーから流れる楽曲を、イントロに合わせて山下が紹介する」という異例のコラボレーションが繰り返された。

        - 3月18日：斉藤雪乃
        - 3月25日（「シーズン4」全体の最終回）：かみじょうたけし

  - 向井亜季（2021・2022年度、前述）
    - 2021年11月25日放送分のオープニングで、結婚を発表した。結婚相手（夫）の詳細までは公表していないが、松喬は当番組の放送中に「（自身が応援している）オリックス・バファローズの無名選手」や「売れない役者」といった真偽不明の表現で夫の素性を示唆している。
- 金曜日
  - 谷口真由美（2017 - 2019年度）
    - 『ほり×ナビ』では、火曜日の19時台からエンディングまで出演。当番組でも「政治・経済のスペシャリスト」として、引き続きパートナーを務める。ただし、以下のように、他のスケジュールとの兼ね合いで代役を立てることがある。
      - 2017年10月13日：若宮テイ子[注 18]
      - 2017年11月3日・11月24日・2018年2月2日・2018年11月2日・2019年3月1日：白井文[注 19]
      - 2017年12月1日：藻谷浩介[注 20]
      - 2018年11月30日：田淵麻里奈（翌12月の火曜マンスリーパートナーとしてのお披露目を兼ねて代演）
      - 2019年2月8日：伊藤真波[注 21]（北京・ロンドンパラリンピック競泳女子日本代表選手）
      - 2019年11月29日：大塚由美[注 22]
      - 2018年3月15日・2018年11月9日・2019年10月4日放送分では、パートナー代理を立てず、伊藤が事実上単独で進行。いずれも、「私は『ひとり遊び』が苦手なもので・・・」と謙遜しながらの進行であった。
      - 2019年6月に日本ラグビーフットボール協会の理事へ就任（2020年1月15日から新リーグ法人準備室長を兼務）したため、「シーズン3」の金曜日で同協会の職務を優先する場合には、以下のように対応している。
        - 2019年10月25日放送分では、パートナー代理を立てず、伊藤が事実上単独で進行。ただし、谷口自身も前述した事情で東京に滞在していたことから、オープニングと20時台には電話で出演した。
        - 2019年11月1日放送分では、ラグビーワールドカップ3位決定戦・ニュージーランド代表対ウェールズ代表（横浜国際総合競技場）の開催に伴う職務を優先するため休演。伊藤と親交のある 山崎千佳代（プロゴルファー）が、全編を通じてパートナー代理を務めた。
        - 裏番組のパーソナリティである福島を2020年2月28日放送分の「スペシャルパートナー」に迎えたのは、谷口が日本ラグビーフットボール協会理事の職務で当日に出演できないことがあらかじめ決まっていたことにもよる。

    - 2019年度の「シーズン3」以降で当番組のスタジオへ出演する日には、当番組の本番前に『浦川泰幸の金曜はウラから失礼』（「シーズン3」から毎週金曜日の15 - 17時台で放送中の生ワイド番組）へ登場することもあった。ちなみに、メインパーソナリティの浦川泰幸は伊藤の後輩アナウンサーで、『キャスト』のメインキャスターを伊藤から2017年12月まで引き継いでいた[注 23]。
    - 日本ラグビーフットボール協会で新リーグ（リーグワン）立ち上げ関連の職務に専念するため、当番組を含むメディアでの活動を終了することを、2020年3月13日放送分のオープニングで発表。当番組には、『シーズン3』金曜分の最終回に設定されていた同月20日放送分までレギュラーで出演した。
      - 実際には後述する事情で『シーズン3』が延長されたため、金曜分の最終回（3月27日）では、前日（同月26日）に続いて小林がパートナーを務めた。ただし、「ムキムキ!ノーサイド劇場」は放送されず、『シーズン3』の総集編（ダイジェスト音源の放送）に充てられた。
      - 「ムキムキ!ノーサイド劇場」については、2020年度にも、日本ラグビーフットボール協会理事・新リーグ法人準備室長の立場でゲストとして随時登場していた。

    - 日本ラグビーフットボール協会非常勤理事としての任期を2021年6月に終えてからは、メディアでの活動を徐々に再開しているが、当番組のパートナーには復帰しなかった。ただし、期間中の2022年2月1日（火曜日）放送分には、「スペシャルゲスト」として2年振りにスタジオ出演。当日発売の著書「おっさんの掟 『大阪のおばちゃん』が見た日本ラグビー協会『失敗の本質』」（小学館新書）のPR（「ようこそ!ラジオノオトへ」で紹介）を兼ねた出演で、伊藤・小林（「シーズン5」における火曜パートナーで当日は自宅からリモート出演）を交えての鼎談が、生放送で初めて実現した。
    - 「シーズン6」期間中の2023年2月8日（水曜日）に、同年4月23日執行の大阪府知事選挙へ立候補することを表明。当番組では「7時のニュースフラッシュ」でこの一報をストレートニュースとして伝えていたが、伊藤が谷口のことを（公職選挙法などとの兼ね合いで）「法学者の谷口真由美氏」と紹介したところ、同席していたパートナーの松喬が「どこかで聞いたようなお名前の方」という表現でかつて当番組のパートナーだったことを示唆していた。ちなみに、大阪府知事選挙では得票数で吉村洋文（現職候補）に大差を付けられての次点に終わったが、本人は得票数が確定した後に「（結果にかかわらず選挙への出馬を）『1回限り』と（あらかじめ）決めていた。（自分では選挙戦で）『完全燃焼』できたと思っているので、今後は（当番組のパートナーを務めていた頃のような）ただの『大阪のおばちゃん』に戻る」と語っている[5]。

  - なにわスワンキーズ（こじまラテ・仲西隼平・前田龍二、2020 - 2022年度）[2]
    - 吉本興業に所属していたお笑いトリオ。リーダーのこじまラテ（本名：小島潤一）は元ラグビー選手（ポジションはHO）で、大阪桐蔭高等学校と流通経済大学のラグビー部を経て、清水建設ブルーシャークスに3年間所属していた[6]。
    - こじまの実父は、在学した高校の落語研究会で活動していた1974年頃に『東芝お笑いアットホーム』（朝日放送が当時ラジオで放送していた10週勝ち抜き方式の素人演芸番組）で落語を披露。後に「オール阪神」として活動する高田昭徳と共演した経験を持つ。
    - 3人ともスタジオへ出演できない場合には、親交の深い吉本興業所属のお笑いコンビを代理に充てている。2022年10月28日放送分では、隣人の中村市民球場・橋本遊直が代演。セントラル・リーグのクライマックスシリーズ期間中の同月14日には、当番組の生放送が発生する場合に備えて、シカゴ実業の山本プロ野球・中川ひちゃゆきをスタジオに待機させていた（実際にはヤクルト対阪神のファイナルステージ第3戦を中継したため発生せず）。
    - 当番組を終了してから約2ヶ月後の2023年5月24日に解散。トリオとしては当番組がテレビ・ラジオで唯一のレギュラー番組になったが、こじま・仲西・前田は、解散後も芸人としての活動を別々に続けている[7]。

#### 「虎バンパートナー」（2019年度まで出演）
- 火曜日：吉田義男（2017年度のみ）、中西清起（2018・2019年度）
  - 吉田・中西は『ほり×ナビ』18時台からの続投扱いで、2017年度は前年度から出演曜日を交換。2018年度には、中西が『ほり×ナビ』時代以来2シーズン振りに、火曜日のパートナーへ復帰した。なお、吉田は2018・2019年度のナイターオフ期間に『吉田義男の虎たまプレミアム』（毎週月曜日21:00 - 21:15）へ出演。
- 水曜日：中西清起（2017年度）、福本豊（2018・2019年度）
  - 2017年10月25日放送分では、所用で休演した中西に代わって、中田良弘が「スペシャルパートナー」として登場した。
  - 2018年度の福本は、『武田和歌子のぴたっと。後半戦』時代の2014年度水曜日以来4シーズン振りに、ABCラジオがナイターオフ期間に編成する生ワイド番組へレギュラーで出演。2017年度までナイターオフ期間に放送していた『福本豊の虎たまデラックス』が2018年度から『吉田義男の虎たまプレミアム』に変わることと、松喬が（福本がプロ入りから現役引退まで所属した前身球団・阪急ブレーブス時代からの）オリックス・バファローズファンであることから、中西を火曜日に異動させたうえで、当番組の水曜日に登場していた。
- 木曜日：関本賢太郎（2017 - 2019年度）
  - 『ほり×ナビ』木曜日18時台からの続投扱いで出演。2018年2月15日には、プロ野球のキャンプ取材を優先したため、中田が「スペシャルパートナー」として登場した。
  - 2019年度には、『キャスト』で木曜日の18時台後半に放送される「週刊キャストスポーツ」へ月に1回出演する関係で、同番組への出演週には中田が「虎バンパートナー」を務めていた。ただし、2020年2月13日放送分の短縮版には、湯舟敏郎（朝日放送テレビの野球解説者で関本・中田の阪神選手時代のチームメイト）が出演。
- 金曜日：有田修三（2017 - 2019年度、『ほり×ナビ』金曜日18時台からの続投扱いで出演）

## 放送日・放送時間

### 『伊藤史隆のラジオノオト』

#### 2017年度
- 毎週火曜日 - 金曜日　18:00 - 21:00（2017年10月3日 - 2018年3月29日）
  - 放送期間の序盤が、阪神のレギュラーシーズン最終カード（阪神甲子園球場での対中日ドラゴンズ戦）やポストシーズンのナイトゲームと重なっていた。さらに、阪神が2017年9月30日にセントラル・リーグのレギュラーシーズン2位を確定させたことによって、クライマックスシリーズ（CS）ファーストステージへ進出することが確定。このような事情から、以下の編成で対応している。
    - 阪神は、レギュラーシーズンの最終カード（甲子園球場での対中日ドラゴンズ2連戦）を、2017年10月5日（木曜日）・6日（金曜日）にナイトゲーム（18:00開始）として開催する予定だった。5日分は当初の予定どおり開催されたが、6日分については雨天で中止したため、10日（火曜日）の予備日に組み込まれた。しかし、ABCラジオではいずれの日にも、当番組の全編生放送を優先した。
    - ABCラジオでは、阪神と横浜DeNAベイスターズによるCSファーストステージ（甲子園）を、『ABCフレッシュアップベースボール』として2017年10月14日（土曜日）の第1戦から全試合を生中継。15日（日曜日）の第2戦まではデーゲームで、第2戦の中継では、伊藤が実況・有田が解説を担当した。しかし、この試合で両チームが1勝1敗で並んだうえに、16日（月曜日）にナイトゲームで予定されていた第3戦が雨天で中止。翌17日（火曜日）に順延されたため、当日は当番組を急遽休止したうえで、第3戦の完全生中継を実施した（実況・楠淳生、解説：関本）。阪神がこの試合に敗れたことによって、広島東洋カープとのファイナルステージ進出へ至らなかったため、同ステージのナイトゲームがMAZDA Zoom-Zoom スタジアム広島で催される平日（18日・19日・20日）には当番組を放送した。
      - ちなみに、阪神がファイナルステージへ進出した場合には、ABCの自社制作で全試合の完全中継を予定していた。伊藤は現役のスポーツアナウンサーでもあるが、当番組を10月18日 - 20日の雨傘番組として想定していたことなどから、ファイナルステージ中継の実況・ベンチリポートの担当をあらかじめ外れていた。

    - 全試合がナイトゲームである日本シリーズ期間中（2017年10月28日以降）の火 - 木曜日には、対戦カードを問わず、ABC以外のラジオ局の制作によるシリーズ中継の同時ネットを優先。シリーズの決着は11月4日（土曜日）の第6戦にまで持ち越されたが、前日の3日（金曜日・文化の日）が移動日に当たったことから、当番組を全編にわたって放送した。
- 2018年には、1月2日（火曜日）から放送を開始。ただし、当日は『矢野燿大のどーんと来い!!』、翌3日（水曜日）には『赤星憲広のオーライオーライ』（いずれも事前収録による特別番組）を18:00 - 18:53に編成した。このため、当番組は両日のみ、事前に収録した内容を19:00 - 21:00に放送。火 - 金曜放送分を当番組に内包する『ほろ酔いイブニングトーク』については、月曜放送分と同じく、単独番組として18:53 - 19:00に放送枠を設定していた。

#### 2018年度
- 毎週火曜日 - 金曜日　18:00 - 21:00（2018年10月5日 - 2019年3月28日）
  - 放送上は、『伊藤史隆のラジオノオト シーズン2』（ - シーズンツー）と称している。
  - 日本シリーズ終了までの火 - 金曜日にNPBのナイトゲームを中継する場合には、雨傘番組として編成する。
    - 阪神では2018年に、レギュラーシーズン中の天候不順で例年以上に多くの公式戦が中止に追い込まれたため、ポストシーズンが始まる10月11日（土曜日）まで（未消化分を含む）公式戦を連日開催。また、レギュラーシーズンの終盤まで、セ・リーグのクライマックスシリーズ（CS）進出の可能性を残していた。このような事情から、ABCラジオでは、セ・リーグでCSに進出できる（レギュラーシーズンの最終順位が3位以内の）球団がすべて確定するまで、阪神戦を連日中継。10月2日（火曜日）以降のナイトゲーム中継では、当番組を雨傘番組に組み込んでいた。結局、甲子園球場から対東京ヤクルトスワローズ戦を中継していた同月4日（木曜日）に、阪神のCS進出の可能性が完全に消滅。翌5日（金曜日）から、当番組の放送に踏み切った。
    - 阪神は2018年10月5日の時点でレギュラーシーズンの公式戦を7試合残していたが、ABCラジオではいずれの試合も中継しなかった。また、阪神・オリックスともCSへの進出を逃したことから、対戦カードに関係なくCSの中継[注 24] も見送った。このため、10月5日からCSファイナルステージが終了する19日（金曜日）までの火 - 金曜日には、阪神やCSのナイトゲームの有無にかかわらず、当番組の生放送を優先していた。
    - 2019年の正月には、前年（2018年）まで18時台に編成していた特別番組（朝日放送テレビの野球解説者などが出演）の放送枠を17時台に繰り上げたうえで、前年末に収録した音源を1月1日（火曜日）・2日（水曜日）にレギュラー放送枠で放送した。

#### 2019年度
- 毎週火曜日 - 金曜日　18:00 - 21:00（2019年10月1日 - 2020年3月27日）
  - 放送上は、『伊藤史隆のラジオノオト シーズン3』（ - シーズンスリー）と称している。
  - 『シーズン2』までと違って、2019年のNPBレギュラーシーズン全日程がナイターオフ編成の初日（2019年9月30日）に甲子園球場で開催された阪神対中日のナイトゲーム（ABCラジオでは試合途中の19:00から中継）で終了。阪神はこの試合でレギュラーシーズン3位とクライマックスシリーズ進出を決めたが、レギュラーシーズン2位・DeNAとのファーストステージは10月5日（土曜日）以降に横浜スタジアムで組まれていたため、当番組の第1週（2019年10月1日 - 4日）は全曜日フルバージョンで放送した。
  - クライマックスシリーズでは、阪神が2勝1敗でファーストステージを突破したことによって、レギュラーシーズンを制した巨人と9日（水曜日）からファイナルステージ（第4戦まではナイトゲーム、以降はデーゲーム）で対戦。ABCラジオではファイナルステージの全試合を自社制作で中継するため、第1戦から第3戦の開催日（11日＝金曜日）まで当番組を休止した。その一方で、天候にほぼ左右されない東京ドームでファイナルステージを開催することから、伊藤は9日の『おはようコールABC』出演後に上京。当日夜の第1戦・11日の第3戦中継でベンチリポート、翌10日（木曜日）の第2戦中継で実況を担当した。
    - ちなみに、阪神がファーストステージで敗退した場合には、ファイナルステージの当該期間中も当番組の放送を予定していた。また、ファイナルステージでは第3戦まで決着が付かなかったため、当番組を放送しない週末に第4戦が発生。セントラル・リーグ事務局では12日（土曜日）の開催を想定していたが、令和元年東日本台風（台風19号）が同日の午後に関東地方へ接近することが見込まれていたため、13日（日曜日）に順延された。

  - クライマックスシリーズ・ファイナルステージ第4戦で阪神のステージ敗退が確定したことを受けて、ABCラジオでは、阪神・オリックスの進出いかんにかかわらず日本シリーズの中継を全試合放送してきた前年（2018年）までの方針を一変。2019年10月19日（土曜日）から開幕する日本シリーズ（巨人とソフトバンクの対戦によるナイトゲームとして全試合ドーム球場で開催）については、両球団の地元局が制作する中継を一切放送しなかった。MBSラジオではニッポン放送と九州朝日放送が制作した中継（NRNナイター）の同時ネットを全試合で実施するため、東京ドームで第3・4戦を開催した期間（10月22日＝火曜日・23日＝水曜日）にも、ABCラジオでは当番組の放送を優先した。
    - 阪神が日本シリーズに進出した場合には、ABCラジオがシリーズの全試合を自社制作で中継することを前提に、ファイナルステージと同様に対応。伊藤も引き続き、実況や阪神側のベンチリポートを担当する予定だった。

  - 2020年の年始については、1月1日（水曜日）に当番組を休止したうえで、『赤星憲広のオーライオーライ』（18:00 - 19:23）「菊正宗 ほろよいイブニングトーク」（19:23 - 19:30＝単独番組として編成）『桂りょうばの落語トラベル 新春スペシャル～令和二年も、その道中の陽気なことぉ!～』（19:30 - 21:00＝2019年4月から毎週月曜日の19:00 - 19:30に通年で放送している『桂りょうばの落語トラベル』の公開収録版）の順に放送した。このため、水曜日には1月8日から当番組の放送を再開した。
  - ABCラジオでは、2020年2月11日（火曜日・建国記念の日）から15日（土曜日）まで、「第118回 ABCラジオ上方落語をきく会」をABCホールで開催（全日とも18:30に開演）。伊藤が同僚アナウンサーの三代澤康司・桂紗綾と共に司会を担当するほか、「ABCラジオの顔特集」として催される15日の千秋楽では、松喬が「大トリ」を務めた。
    - ちなみに、期間中には19:00 - 21:00に同公演の生中継を全日実施するため、当番組では11日から14日（金曜日）まで1時間（18:00 - 19:00）の短縮版で生放送。基本として通常の18時台のコーナーと『ほろ酔いイブニングトーク』（吉本新喜劇座長の酒井藍をゲストに迎えて神戸市東灘区の「菊正宗酒造記念館」で1月25日に収録した出張版）で構成されているが、以下の事情で『ほろ酔いイブニングトーク』の放送時間を18:40 - 18:47頃に繰り上げているほか、本編の放送を事実上18:55頃に切り上げている。
      - 「上方落語をきく会」の会場であるABCホールは朝日放送グループ本社屋（当番組などで使用するラジオスタジオを13階に設置）に隣接しているため、伊藤が短縮版の本番終了から本社屋のエレベーターと構内通路でおよそ3分後（放送上は18:59から40秒のスポットCM1本→ECCの時報CM→19:00の時報→「上方落語をきく会」生中継のタイトルコール・提供クレジット→中継スポンサー5社の20秒CM5本を挿入中）にABCホールのステージへ移動できることが、11日の本番前に判明していた。ただし実際には、万一の事態に備えて、当番組の本編を18:55頃に終了。18:59までの残り時間に楽曲を1曲流すことで対応している。
      - 金曜パートナーの谷口は、この期間中に琉球大学（沖縄県那覇市）で集中講義の講師を務めていたため、14日放送分に同市内から電話での出演を予定していた。しかし、実際には出演に至らなかったため、有田出演のパートを中心に短縮版を構成した。
      - 当番組がFacebook上に開設している公式アカウントでは、伊藤による移動の模様を収めた動画を4日分とも公開している。

  - 2020年の夏季に日本国内でオリンピックが開催されることを前提に、同年のNPBレギュラーシーズンの開幕日が例年より早く3月20日（金曜日・春分の日）に設定されていたことから、当初は20日（金曜日）放送分で『シーズン3』の終了を予定していた[注 25]。しかし、日本国内における新型コロナウイルスへの感染拡大の影響で、NPBは開幕を4月以降に遅らせる旨を3月9日（月曜日）に決定。この決定を受けて、『シーズン3』を当初の終了予定から1週間延長する措置を講じた。

#### 2020年度以降
- 毎週火曜日 - 金曜日　19:00 - 21:00
  - 2020年度（2020年11月6日 - 2021年3月25日）
    - 放送上は、『伊藤史隆のラジオノオト シーズン4』（ - シーズンフォー）と称している。
      - 2020年には新型コロナウイルスへの感染拡大の影響で、NPBがレギュラーシーズンの期間を11月15日（日曜日）まで設定。また、阪神の藤川球児投手がこの年限りでの現役引退をシーズン中に表明したことを受けて、阪神球団は11月10日（火曜日）に巨人とのナイトゲーム（甲子園）を藤川の引退試合として開催した。このため、10日には当番組を休止したうえで、藤川の引退試合と試合後の引退セレモニーを『ABCフレッシュアップベースボールスペシャル　藤川球児22年間ありがとう緊急特別番組』として中継。伊藤がベンチリポートを担当した。
      - 阪神の2020年レギュラーシーズン最終戦として甲子園球場でDeNAとのナイトゲームが開催された11月11日（水曜日）には、当番組と『ラジオで虎バン!』の生放送を優先した。ただし、2019年度まで「虎バンアナウンサー」として当番組の「スポーツヘッドライン」へ随時出演していた北條瑛祐が報道素材の収録要員として球場に待機していたため、『ラジオで虎バン!』オープニングパート向けのミニ中継で1回裏（阪神の攻撃）のみ実況した。
      - セ・リーグでは上記の影響でCSの開催を見送ったため、優勝チームが日本シリーズへ自動的に進出。パ・リーグでは、優勝チームと2位チームによる1ステージ制のCSによって、日本シリーズへの進出チームを決定する方式に変更された。もっとも、セ・リーグでは巨人の優勝、パ・リーグではオリックスの最下位が10月30日までに確定したため、朝日放送ラジオでは前年（2019年）に続いて日本シリーズの中継を一切放送しなかった。

  - 2021年度（2021年10月22日 - 2022年3月24日）
    - 放送上は、『伊藤史隆のラジオノオト シーズン5』（ - シーズンファイブ）と称している。
      - 2021年のNPBでは、前年から1年延期されていた東京2020オリンピックの開催に伴ってレギュラーシーズンの中断期間が設けられた関係で、前年に続いてレギュラーシーズンが11月上旬まで組まれていた。このような事情から、『ABCフレッシュアップベースボール』では10月17日（月曜日）まで、中継スポンサーによる協賛体制を維持。10月18日（火曜日）から、阪神のレギュラーシーズン最終戦が中日ドラゴンズとのナイトゲーム（甲子園）として組まれていた10月27日（木曜日）までは、特別番組扱いで中継を継続した。なお、阪神は最終戦に敗れたことによって、セ・リーグの2位でレギュラーシーズンを終了。この年にはセ・リーグもCSを開催することを決めていたため、阪神は11月5日（土曜日）から、甲子園球場でのファーストステージでリーグ3位の巨人と対戦した。
        - 当番組では、阪神の公式戦が最初から組まれていなかった10月22日に2021年度版（シーズン5）の放送を開始。同日および、阪神のレギュラーシーズン終了翌日（10月28日）からCSファーストステージ第1戦の前日（11月4日）までの期間には、18時からの3時間バージョンを編成していた。阪神がファーストステージで敗退したことを受けて、ABCラジオが11月8日（月曜日）からナイターオフ編成へ切り替えたため、当番組では11月9日（火曜日）から前年と同じ2時間枠で放送を再開（詳細後述）。

      - 2021年12月28日（火曜日）から31日（金曜日）までは、当番組を休止する代わりに、後述する年末特別番組を当番組の放送枠に編成した。

  - 2022年度（2022年9月29日 - 2023年3月30日）
    - 放送上は、『伊藤史隆のラジオノオト シーズン6』（ - シーズンシックス）と称している。
      - NPBが2022年のレギュラーシーズンを2019年以前と同じ期間に設定したことを受けて、朝日放送ラジオが2022年度のナイターオフ編成を2022年9月26日（月曜日）から適用。同日の時点では阪神が公式戦を3試合（ビジター2試合・ホーム1試合）を残していたが、29日（木曜日）・30日（金曜日）とも阪神戦が組まれていないことから、両日に3時間バージョン（18:00 - 21:00）を放送した。
        - 当初は2022年9月27日（火曜日）・28日（水曜日）にも3時間バージョンの生放送を予定していたが、両日とも東京ヤクルトスワローズ対阪神戦（明治神宮野球場でのナイトゲーム）が組み込まれたことを受けて、ABCラジオの自社制作による中継枠を『ABCフレッシュアップベースボール』として編成。その影響で、『シーズン6』のスタートは29日の3時間スペシャルにまで持ち越された。

      - 阪神には2022年年度ナイターオフ編成の開始時点で、2022年セ・リーグCS進出（レギュラーシーズン3位）の可能性が残っていた。その一方で、2022年のレギュラーシーズンを10月2日（日曜日）の対ヤクルト戦（甲子園でのデーゲーム）で終える日程が組まれていたため、同月4日（火曜日）以降の火 - 金曜日には基本として『ラジオで虎バン!』と当番組（2時間枠）の二本立て編成で放送していた。なお、阪神が10月の中 - 下旬にCSのファイナルステージや日本シリーズへ進出した場合には、両番組の放送枠を上記シリーズの平日開催分ナイトゲーム中継に充当。

### 『ABCフレッシュアップベースボール 伊藤史隆のラジオノオトVersion（スペシャル）』
放送時間は17:55 - 21:00（JST）で、放送曜日に対応した『ラジオノオト』のパートナー（またはパートナー代理の経験者）が登場。『ラジオノオト』と同じく、「虎バンパートナー」は、オープニングから18時台の後半まで出演する。

#### 2018年度の放送日と出演者
- 4月26日（木曜日）：伊藤史隆、小林祐梨子（パートナー）、関本賢太郎（虎バンパートナー）
  - 当日に阪神戦の開催予定がなく、オリックス・バファローズもビジターゲームであったことから編成[注 26]。
- 5月3日（木曜日・憲法記念日）：伊藤史隆、小林祐梨子（パートナー）、関本賢太郎（虎バンパートナー）
  - 阪神も含めた当日のプロ野球全試合がデーゲームであったことから編成。
- 6月20日（水曜日）：伊藤史隆、笑福亭松喬（パートナー）、下柳剛（朝日放送野球解説者）
  - 当日はセ・パ交流戦の予備日で、阪神対オリックスのナイトゲーム（甲子園＝6月8日雨天中止分）が組み込まれたため、ABCラジオでは『ABCフレッシュアップベースボール』として当該試合の中継を予定していた（実況：伊藤、解説：下柳、ゲスト：松喬[注 27]）。この試合の成立によって2018年交流戦の全日程を終了する予定だったが、グラウンドコンディションの不良を理由に中止が決まったため、当番組の生放送に切り替えた。結局、当該試合は翌21日（共通予備日）に振り替え開催。ABCラジオでは『ABCフレッシュアップベースボール』として関西ローカルで中継した。なお、21日の試合も中止になった場合には、当番組の2日連続生放送を予定していた。この回まで、編成上『ABCフレッシュアップベースボール 伊藤史隆のラジオノオトVersion』というタイトルを冠していた。
- 7月12日（木曜日）：伊藤史隆、小林祐梨子（パートナー）、関本賢太郎（虎バンパートナー）
  - 当日は、弘前市はるか夢球場でフレッシュオールスターゲームを開催。大阪地区では、木曜日のNRNナイター担当局であるMBSが、ニッポン放送制作・NRNライン向け中継の同時ネットを実施した。ABCは木曜日にJRNナイターを割り当てているが、JRNナイターの参加局がJRNラインの全国向け中継を制作しない[注 28] ことを背景に当番組を生放送。この回より、編成上現行タイトルで放送されている。
- 7月19日（木曜日）：伊藤史隆、小林祐梨子（パートナー）、中田良弘（虎バンパートナー）、西澤暲（ゲスト）
  - 当日が阪神を含め全球団が移動日で、プロ野球の開催予定がなかったため編成。
  - 2018年度プロ野球オフシーズン（2018年10月 - 2019年3月）の火 - 金曜日に『ラジオノオト』を「シーズン2」扱いで編成することや、小林・松喬が引き続き曜日別のパートナーを務めることをエンディングで発表。

8月以降も、火曜日 - 木曜日に阪神の試合がない日が存在していた（8月2日、9月18日、9月25日）が、阪神戦の順延試合が発生する可能性も考慮して本番組は編成せず、オリックス・バファローズの試合の中継に充てた。

#### 2019年度の放送日と出演者
- 5月1日（水曜日）：伊藤史隆、笑福亭松喬（パートナー）、福本豊（虎バンパートナー）
  - 当日は、阪神にとって令和時代最初の公式戦（甲子園球場の対ヤクルト戦＝デーゲーム）を、『ABCフレッシュアップベースボールスペシャル』として13:55から中継。試合は17:52で終了（阪神が6 - 2というスコアで勝利）したが、中継スポンサーとの兼ね合いで、17:55から17:58までの中断（提供クレジットとスポンサーCMの放送）をはさんで18:10まで中継を延長した。このため、当番組は中継の終了直後から放送を開始。前半が中断の時間帯と重なった近本光司へのヒーローインタビューについては、「インタビューと同時に収録した音源を、当番組の序盤（18時台）に改めて放送する」という措置を講じた[注 29]。
  - 当日は、オリックスが京セラドームで薄暮デーゲーム（17:00開始の対千葉ロッテマリーンズ戦）に臨んでいた。パシフィック・リーグでは同カード以外にもナイトゲーム2試合を開催していたが、ABCラジオではいずれのカードも中継せず、当番組の生放送を優先した。
- 5月2日（木曜日）：伊藤史隆、小林祐梨子（パートナー）、関本賢太郎（虎バンパートナー）、上中丈弥（THEイナズマ戦隊、ゲスト）
  - 阪神も含めた当日のプロ野球全試合がデーゲームであったことから編成。前日の1日と違って、定刻までに試合が終わったため、17:55開始のフルバージョンで生放送。
- 5月16日（木曜日）：伊藤史隆、小林祐梨子（パートナー）、中西清起（虎バンパートナー）
  - 当日は阪神の移動日で、オリックスもラジオで中継されないビジターゲーム（ZOZOマリンスタジアムでロッテとのナイトゲーム＝18:15開始）に臨んでいたため、当番組をフルバージョンで生放送。ナイターオフ期間から木曜日の18時台後半に放送している「関本賢太郎の必死のパッチクイズ」（後述）については、関本に代わって中西が18時台に出演した関係で、リスナーへのプレゼント企画を伴わない「中西清起の必死のパッチクイズ」として実施した。
- 6月25日（火曜日）：伊藤史隆、向井亜季（パートナー）、中西清起（虎バンパートナー）
  - 阪神がセ・パ交流戦の全日程を6月23日（日曜日）の対西武戦（甲子園）で消化したことに伴って、終盤の予備日に当たるこの日から 27日（木曜日）まで、3夜連続で当番組のフルバージョンを編成。この日は交流戦の最終カード（楽天生命パークの東北楽天ゴールデンイーグルス対広島東洋カープ戦）[注 30] がナイトゲームとして組まれていた[注 31] が、ABCラジオでは当番組フルバージョンの生放送を優先した。
- 6月26日（水曜日）：伊藤史隆、笑福亭松喬（パートナー）、福本豊（虎バンパートナー）
  - シーズン2でも福本のメインコーナーとして編成していた「福本豊の虎スタグラム」（後述）で原口文仁（阪神タイガース捕手）を取り上げたため、ABCラジオの自社制作によるセ・パ交流戦の中継音源から、原口の活躍を示す実況やヒーローインタビューを改めて放送。
- 6月27日（木曜日）：伊藤史隆、小林祐梨子（パートナー）、湯舟敏郎（虎バンパートナー）
  - 朝日放送テレビ野球解説者の湯舟が関本に代わって当番組へ初めて登場したことから、「関本賢太郎の必死のパッチクイズ」を「湯舟敏郎の必死のパッチクイズ」として実施。令和時代で初めての日本陸上選手権が当日の午後に開幕したことにちなんで、小林の陸上競技選手時代からの知人で、同選手権の女子100メートルハードル種目で2020年東京オリンピックへの出場を目指す寺田明日香（元・陸上短距離走および女子7人制ラグビー選手）へのインタビュー音源（事前収録で伊藤がインタビュアーを担当）を19時台に放送した。
- 7月11日（木曜日）：伊藤史隆、小林祐梨子（パートナー）、中西清起（虎バンパートナー）
  - 当日はフレッシュオールスターゲームが楽天生命パークでのナイトゲームとして開催されたが、ABCラジオが前年に続いて試合中継の同時ネットを見送ったため、当番組をフルバージョンで放送。前回の放送2日後（6月29日）の日本陸上選手権・女子100mハードル決勝で3位に入った寺田が、19時台の「ようこそ、ラジオノオトへ。」（後述）に電話で出演した。
- 7月18日（木曜日）：伊藤史隆、小林祐梨子（パートナー）、関本賢太郎（虎バンパートナー）
  - 当日は阪神戦・オリックス戦とも最初から組まれていないことから、フルバージョンで生放送。19時台の「ようこそ、ラジオノオトへ。」では、遠藤保仁（Jリーグ・ガンバ大阪MF）と萩本光威（中華台北ラグビーフットボール協会ハイパフォーマンスディレクター、元・ラグビー日本代表監督）に対する伊藤のインタビュー音源（いずれも事前収録）を相次いで放送した。
- 9月17日（火曜日）：伊藤史隆、向井亜季（パートナー）、中西清起（虎バンパートナー）
  - 当日はNPBの公式戦が最初から一切組まれていないため、フルバージョンで生放送。10月1日（火曜日）から2019年度のナイターオフ期間限定で「シーズン3」を放送することや、火曜日のパートナーを小塚から向井に交代することが発表された。また、本来は木曜日のパートナーである小林が、「ようこそ、ラジオノオトへ。」に電話で出演。放送の2日前（9月15日）に催されたマラソングランドチャンピオンシップ・女子レースでNHK総合テレビ制作分中継のリポーターを務めていたことから、男子を含めたレースの模様や舞台裏を語った。

#### 2021年度の放送日と出演者
阪神・オリックスを含むプロ野球関連の情報や、「タイガース裏選手名鑑」（本来は『ラジオで虎バン!』でのレギュラー企画）の「ラジオノオトVersion」を18時台に盛り込む関係で、2020年度ナイターオフ期間の「シーズン4」では設定されていなかった「虎バンパートナー」が18時台（オープニングから18:50頃までの時間帯）にのみ出演していた。
- 4月29日（木曜日・昭和の日）：伊藤史隆、小林祐梨子（パートナー）、桧山進次郎（虎バンパートナー）
  - 小林は、自宅からスカイプを介したリモート中継ながら、第2子（次男）の出産後初めて全編に生出演。レギュラーで途中まで登場している『サクサク土曜日　中邨雄二です』（土曜日早朝の生ワイド番組）で「桧山画伯」と呼ばれている桧山は、『サクサク土曜日』への出演中と同じく、スカイプの画像へ写った次男の似顔絵を当番組の本番中に描いていた（似顔絵の画像は当番組のFacebook公式アカウントで公開）。
- 5月4日（火曜日・みどりの日）：伊藤史隆、なにわスワンキーズ（パートナー）、関本賢太郎（虎バンパートナー）
- 5月5日（水曜日・こどもの日）：伊藤史隆、笑福亭松喬（パートナー）、濱中治（虎バンパートナー）
  - 以上3日間はゴールデンウィーク中で、阪神戦がデーゲームとして組まれていたため、ABCラジオでは阪神戦開催の有無にかかわらずフルバージョンを編成（実際には3日間とも開催）。
- 5月6日（木曜日）：伊藤史隆、小林祐梨子（パートナー）、桧山進次郎（虎バンパートナー）
  - 上記のゴールデンウィークに（阪神戦を含む）NPBの公式戦が連日開催されている関係で、公式戦が最初から一切組まれていないことからフルバージョンを編成。小林は4月29日に続いて、自宅からのリモート中継で全編に出演した。
- 6月18日（木曜日）：伊藤史隆、笑福亭松喬（パートナー）、吉田義男（虎バンパートナー）
  - 2年振りに復活したセ・パ交流戦とリーグ戦の合間で、NPBの公式戦が最初から一切組まれていないことを踏まえて編成。
    - NPBではセ・パ交流戦の復活に際して、6月13日（日曜日）で全日程を終了することを前提に、交流戦のスケジュールを組んでいた。しかし、広島東洋カープがマツダスタジアムで主催する3試合（対埼玉西武ライオンズ戦2試合・対北海道日本ハムファイターズ戦1試合でいずれもナイトゲーム）が雨天などによる中止で13日までに消化できないことが確定したため、以上3試合を6月14日（月曜日） - 16日（水曜日）の予備日へ順次振り替える措置を講じた。ABCラジオでは、15日に広島対西武戦・16日に広島対日本ハム戦が開催された場合に、中国放送（RCC）がJRN加盟局の一部への裏送り向け（15日のみNRN基幹局の文化放送も対象）に制作する中継を『ABCフレッシュアップベースボール』で放送することを決定。当番組を、両日の雨傘番組として編成している。15日の中継が消滅した場合にはなにわスワンキーズ、16日の中継が消滅した場合には小林祐梨子が伊藤のパートナーとして出演を予定していたが、実際には両日とも中継を放送している。
    - NPBでは2020東京オリンピックの開催に伴って、7月14日から8月12日までレギュラーシーズンを休止。阪神では休止期間中に「エキシビションマッチ」（有観客の非公式戦）6試合を主催しているが、ABCラジオではオリンピックの閉幕後（8月10日）から第103回全国高等学校野球選手権大会の中継を控えていたため、「エキシビションマッチ」の中継や当番組の放送を見送った。ただし、8月11日（水曜日）の17:55 - 21:00には、当番組からの派生企画として『なにわスワンキーズの男どアホウラジオ』を『ABCフレッシュアップベースボール』のスタジオバージョン扱いで放送した。
- 9月23日（木曜日・秋分の日）：伊藤史隆、笑福亭松喬（パートナー）、桧山進次郎（虎バンパートナー）
  - 阪神対中日ドラゴンズ戦が14:00開始のデーゲームとしてバンテリンドーム ナゴヤで組まれている（CBCラジオ制作分の中継を『ABCフレッシュアップベースボールスペシャル』としてABCラジオで放送する）ことを背景に、17:58からのフルバージョンで編成。

この年もNPBがレギュラーシーズンを11月1日まで設定しているため、例年であればナイターオフ編成に入っている10月には、阪神戦が最初から組まれていない22日（金曜日）のみフルバージョンで放送することが確定。当初は、19日（火曜日）・20日（水曜日）に阪神対ヤクルト戦、21日（木曜日）に阪神対中日戦（いずれも甲子園）中継の雨傘番組として編成することも予定していた。しかし、パ・リーグでもオリックスが優勝争いを続けていたことから、上記の予定を急遽変更。18日（月曜日）までにパ・リーグの優勝チームが確定しなかったことを受けて、雨傘番組を設定しない代わりに、京セラドームでのオリックス主催試合（19日・20日：楽天戦、21日：西武戦）中継を予備カードに組み込んだ。阪神のレギュラーシーズン最終戦であった26日（火曜日）の対中日戦（甲子園）でも、中継の雨傘番組として編成されていたが、実際には試合が予定どおり開催された（阪神はこの試合での完封負けによってレギュラーシーズンの2位が確定）。また、オリックスは25日（月曜日）の対楽天戦（楽天生命パーク）に勝利したことによって、レギュラーシーズンの全日程を首位で終えた。
阪神・オリックスともクライマックスシリーズへの進出が確定したことに伴って、ABCラジオでは、阪神戦を主体にクライマックスシリーズの全試合を11月に自社制作で中継することを予定していた。当番組では以上の事情から、阪神戦が最初から組まれていない10月22日（金曜日）に、『フレッシュアップベースボールスペシャル』でのフルバージョンに準ずる構成でナイターオフバージョン（シーズン5）の第1回を放送。10月27日（水曜日）から阪神・オリックスのポストシーズン終了までの期間にも、阪神戦が組まれていない火 - 金曜日に、上記の編成で「シーズン5」を放送している。このような事情から、『フレッシュアップベースボール』の関連番組としては、前述した9月23日で2021年分の放送を終えた。
ちなみに、オリックスの全日程終了時点で2位ながら優勝マジック3が点灯していたロッテは、10月27日（水曜日）の対楽天戦（楽天生命パーク）を筆頭に3試合を残していた。もっとも、ロッテが1試合でも敗れれば、残りの試合に全勝しても最終勝率でオリックスの.560を上回れないため、マジックを1度も点灯させていないオリックスの優勝が自動的に決まることになっていた。奇しくも当番組では、阪急時代からのオリックスファンである松喬をパートナーに迎えて、27日に「シーズン5」の水曜分を3時間パージョンでスタート。伊藤が楽天対ロッテ戦の途中経過を放送中に随時紹介したほか、オリックスの首脳陣・ナインが優勝の決定に備えて待機する京セラドーム大阪（ABCテレビ・ラジオ共通の特設ブース）に佐藤修平（後輩のスポーツアナウンサー）を（『キャスト』向けの取材を兼ねて）派遣したうえで、佐藤による中継リポートを「ようこそ、ラジオノオトへ」内（19時台の後半）に挿入した。20時台に入ってからは「近鉄バファローズの歌」（オリックスバファローズの前身球団の1つである近鉄の球団歌）を流していたが、ロッテの敗戦が確定した瞬間（20:56）がエンディングパートと重なった。このため、観客を入れずに実施された中嶋聡監督などの胴上げまでは中継できなかったものの、球団公式応援歌の「SKY」を流しながら優勝決定の一報をスタジオから伊藤が伝えた。
実際には前述したように、阪神がクライマックスシリーズのファーストステージで敗退。オリックスはパ・リーグの優勝チームとして、11月10日（水曜日）からのCSファイナルステージ（京セラドーム大阪でのナイトゲーム）を突破したばかりか、日本シリーズでヤクルトと対戦した。もっとも、ABCラジオでは阪神が進出していないCSと日本シリーズの試合の中継を一切放送しない方針を2019年から立てているため、実際には前日（9日）から「シーズン5」へ本格的に突入した。

#### 2022年度の放送日と出演者
- 5月3日（火曜日・憲法記念日）：伊藤史隆、なにわスワンキーズ（パートナー）、真弓明信（虎バンパートナー）
- 5月4日（水曜日・みどりの日）：伊藤史隆、サニー・フランシス[注 32]（パートナー）、吉田義男（虎バンパートナー）
- 5月5日（木曜日・こどもの日）：伊藤史隆、笑福亭松喬（パートナー）、中西清起（虎バンパートナー）
  - 以上3日間はゴールデンウィーク中で、阪神戦を含むNPBの公式戦がすべてデーゲームとして組まれているため、ABCラジオでは阪神戦開催の有無にかかわらずフルバージョンを編成。サニーをパートナーに起用することは、本来は（オフシーズン版を含めて）水曜日に出演している松喬の高座（天満天神繁昌亭でのゴールデンウイーク興行）出演との兼ね合いなどによる措置で、オフシーズン版を含めても初めてであった[注 33]。

この年のNPBでは、6月13日（月曜日）から6月16日（木曜日）までの4日間をセ・パ交流戦の予備期間、7月28日（木曜日）をオールスターゲームの予備日に設定。いずれの日にも試合は発生しなかったが、朝日放送ラジオでは6月13日以外の日に、当番組ではなく『ABCフレッシュアップベースボール』スタジオバージョン扱いの特別番組をナイトゲーム中継の基本放送枠に充てた。ちなみに、6月14日（火曜日）から16日までの3日間は、日替わりの特別番組を生放送。7月28日には、伊藤と田淵の進行で『ABCフレッシュアップベースボール ほたるまち 虎の花火大会』を放送している。

### 『伊藤史隆のプレイボールまで待てない』
2020年のNPBレギュラーシーズンの開幕が新型コロナウイルス感染拡大の影響で5月以降に持ち越されていることを背景に、『シーズン3』終了の翌週（同年3月31日）から4月10日（金曜日）までの暫定措置として、火 - 金曜日の18:00 - 21:00（当番組および『ABCフレッシュアップベースボール』ナイトゲーム中継放送枠）に急遽編成。当番組から、メールアドレスや一部のコーナーを継承している。
ABCラジオでは、NRNナイターに参加する金曜日にも当番組を編成したため、NRNナイターの代替扱いで特別に編成されている『ザ・フォーカス〜フライデースペシャル』（ニッポン放送の制作で本来はNRN向け2019年度ナイターオフ番組の金曜版） の同時ネットを実施しなかった。
放送期間中には、以下の人物・コンビが「スペシャルパートナー」として日替わりで出演。「（当番組を含めて）過去に共演する機会のなかった（または少なかった）方々をなるべく多く迎えたい」という伊藤の意向を踏まえて、大半の曜日には、当番組のパートナーと異なる人物をスペシャルパートナーに迎えている。
- 3月31日（火曜日）：森脇健児（『森脇健児のケンケン・ゴウゴウ!』の本番に続いて生出演）
- 4月1日（水曜日）：笑福亭松喬
- 4月2日（木曜日）：ミルクボーイ（後述する『ラジオで卒業式～今こそ、家族とABCラジオ～』でも伊藤と共演）
  - ABCラジオでは、当日の『プレイボールまで待てない』から、（当番組でも共用する）第2スタジオ内のテーブルの中央を透明なアクリルボード（厚さ1cm程度）で隔てる措置を講じた。感染拡大の一因とされる飛沫感染を避けるための措置で、ミルクボーイは放送中にアクリルボードへ直筆のサインを入れている。
- 4月3日（金曜日）：かみじょうたけし
- 4月7日（火曜日）：山田雅人（火曜日のパートナーを務める午前中の『ドッキリ!ハッキリ!三代澤康司です』に続いて生出演）
- 4月8日（水曜日）：中西正男（『おはようコールABC』の後枠番組『おはよう朝日です』に続いて生出演）
- 4月9日（木曜日）：小林祐梨子
- 4月10日（金曜日）：笑福亭松喬[注 36]

ABCラジオでは、2020年4月14日（火曜日）から開幕の前日まで、当番組の放送枠で以下の生放送番組を編成。このため、『フライデーナイタースペシャル』（4月10日より『ザ・フォーカス〜フライデースペシャル』から改題）の同時ネットを引き続き見送っている。
- 18:00 - 19:00『ラジオで虎バン!』
- 19:00 - 21:00『NEXTをさがせ!』

### 『伊藤史隆のラジオノオトはじめました』
『NEXTをさがせ!』の放送期間中でも2020年NPBレギュラーシーズン開幕の目途が立っていなかったことを背景に、2020年5月12日（火曜日）から開幕前日の6月18日（木曜日）まで、毎週火 - 木曜日の19:00 - 21:00に生放送。『ラジオノオト』のパートナーから笑福亭松喬が火曜日、小林祐梨子が木曜日にレギュラーで出演する一方で、水曜日には週替わりでスペシャルパートナーを迎えた。
スペシャルパートナーは以下の通り。ナイターオフ版のメールアドレスでリスナーからのメッセージを受け付けるほか、『シーズン3』でのリスナープレゼントも復活させている。
- 5月13日：ネイビーズアフロ皆川[注 37]（後述する『ラジオで卒業式～今こそ、家族とABCラジオ～』でも共演）
- 5月20日：かみじょうたけし
- 5月27日：斉藤雪乃[注 38]
- 6月3日：白井文
- 6月10日：向井亜季
- 6月17日：蓮見恭子

なお、金曜日の19:00 - 21:00には、6月12日までABCラジオの自社制作で『金曜7時は☆テンダラーじゃナイト』を生放送。阪神タイガースを含むNPB関係のニュース・企画については、主に『ラジオで虎バン』で扱っている。
ちなみに、『ラジオノオト』の「虎バンパートナー」は、期間限定で『ラジオで虎バン』へ交互に出演。関本は、5月21日と6月18日（いずれも木曜日）に、『ラジオノオトはじめました』へ登場した。
AMEMIYAは当番組の生放送に出演しなかったものの、番組スタッフからのリクエストを受けて、放送期間中のエピソードやハプニングを織り込んだオリジナルソングも極秘裏に制作。6月18日の最終回では、その曲にメッセージを添えた音源を、伊藤・小林へのサプライズ企画としてエンディング付近に放送した。
2020年度の『ラジオノオト』シーズン4では、前枠に『ラジオで虎バン』を復活させる関係で、『ラジオノオトはじめました』の構成を事実上踏襲している。

## 『伊藤史隆のラジオノオト』ナイターオフ版のタイムテーブル

### 2017年度
- 番組公式サイト での紹介内容を基に記載。「　」内は放送上のコーナータイトルで、生放送番組のため、時刻は目安。リスナーからは、電子メールに加えて、ハガキでもメッセージを受け付けていた。
- 2017年11月7日（火曜日）からは、放送中にメッセージが紹介されたリスナーから、毎回抽選で1名に「ラジオノオトノオト」（ナカバヤシとのコラボレーション企画として製作した付箋）5セットをプレゼント。以下のコーナーの合間には、『昭和サウンドトラック』に続いて、伊藤自身が聴きたい曲（ポップス・歌謡曲・フォークソング・インストゥルメンタルなど）や、リスナーから寄せられたリクエスト曲を随時放送した。
- レギュラー出演者が全員男性である水曜日には、野球部の部室のような（男臭い）雰囲気にならないように、他の曜日より楽曲を多めに放送。また伊藤・松喬が特に感銘を受けたメッセージを投稿したリスナーには、『おはようパーソナリティ道上洋三です』（ABCラジオ）での「やぶから1万円」にちなんで、両人の独断で「やぶから手ぬぐい」（松喬の襲名披露興行向けに製作された手ぬぐい）を進呈していた。

18時台
- 18:00　オープニング
- 18:10  「スポーツヘッドライン」
  - 『ほり×ナビ』に続いて、阪神関連の情報を中心に、伊藤以外のスポーツアナウンサー[注 40] が日替わりで最新のスポーツニュースを伝える。ただし、『ほり×ナビ』時代からテーマソングを一新[注 41]。また、レギュラーの解説者に「虎バンパートナー」、担当アナウンサーに「虎バンアナウンサー」という呼称を用いる。
  - 2017年12月の「ABCラジオ スペシャルウィーク」期間中（12日 - 15日）には、当コーナーから後述する「スポーツノオト」まで、阪神の現役選手を日替わりでゲストに迎えた。
  - 2018年2月の阪神春季キャンプ期間中には、沖縄キャンプの開催地・沖縄県宜野座村に期間限定で設けるスタジオからの生中継形式[注 42] で、キャンプリポートを連日放送。朝日放送から交互に派遣される伊藤以外のスポーツアナウンサーが「虎バンアナウンサー」としてリポートを担当したほか、第2週（6日 - 9日）には阪神の選手を日替わりで宜野座村の特設スタジオに迎えた。
- 18:28　「スポーツノオト」
  - 虎バンパートナーはこのコーナーまで出演。タイトルコールの前には、コーナーの趣旨に沿った楽曲（火曜日）か、虎バンパートナーのリクエスト[注 43] による楽曲（水 - 金曜日）を1曲流す。「ABCラジオ スペシャルウィーク」期間中の放送では、ゲストに迎えた阪神選手からのリクエスト曲を流していた。
  - 放送上は、「スポーツノオト」や「虎バンアナウンサー」という名称を使わずに、以下に記す曜日別のコーナー名をタイトルに充てていた。
  - 火曜日 - 「吉田義男の、あの年の阪神タイガース」
    - 特定の1年をテーマに、その年のオリコン年間ランキング1位を獲得した楽曲を流してから、吉田と伊藤がタイトルコールを入れる。その後で、当時の主なトピックス・流行現象を伊藤が紹介しながら、1953年に阪神へ入団した吉田（出演時点で84歳）がテーマ年の戦い振り・チーム事情・主力選手を回顧した。第1回（2017年10月3日放送分）のテーマ年は、伊藤の朝日放送入社1年目、小塚の誕生年（プロ野球シーズン終了後の11月生まれ）にして、阪神が吉田監督の下で中西をストッパーに抜擢した末に球団史上初めて日本シリーズを制覇した「1985年」。

  - 水曜日 - 「中西清起のズバッと答えて」
    - 番組スタッフが甲子園球場や街頭であらかじめ実施した阪神ファンへのインタビューや、当番組とは別のメールアドレス（sp@abc1008.com[注 44]）で受け付けたメッセージを基に、阪神や野球に関するファンからの質問に中西が答える。ちなみに、タイトルコールの前には、中西からのリクエスト曲を放送。コーナーの最後には、当日の質疑応答の内容にちなんだ豆知識を伊藤が紹介したうえで、中西が自分なりの結論を一言で述べた。なお、中西に代わってスペシャルパートナーが出演する場合にも放送するが、コーナータイトルにはスペシャルパートナーの氏名を入れていた。

  - 木曜日 - 「必死のパッチクイズ」
    - 『ほり×ナビ』時代のリスナー参加企画だった「関本賢太郎に挑戦! 必死のパッチクイズ」を、小林が関本と対戦する形式にリニューアル。関本にまつわる三者択一問題を、伊藤から毎回2題出したうえで、1題正解するたびに1ポイントを与えていた。『クイズ$ミリオネア』（関西地方では関西テレビがかつてフジテレビ制作の日本版を放送）に似た趣向だが、幼少期からの阪神ファンながら野球のデータに詳しくない小林への配慮から、伊藤がヒントを積極的に出すことが特徴。
    - 2017年度については、最終回（2018年3月29日放送分）の最終問題までのポイントを集計したうえで、総合ポイントの多寡によって勝敗を決定。敗者に対して、「勝者の言うことを何でも聞く」というペナルティを最終回の放送で科すことも告知していた。伊藤が2問のクイズを出題した最終回では、最終問題（阪神の一軍公式戦における開幕戦からの連勝記録）へ正解した場合に10,000ポイント、正解しなかった場合に1ポイントを与えることを急遽決定。この問題に小林が正解したばかりか、「甲子園球場で関係者しか入れない場所へ行ってみたい」というリクエストを出したため、関本が野球解説者として甲子園球場へ赴く日に小林が1日限定の「マネジャー」として同行することが決まった。
      - 実際には、阪神対東京ヤクルトスワローズ戦がナイトゲームとして催された2018年4月13日（金曜日）の試合前に、小林が関本に案内されながら「リスナー代表」として場内を見学。当日の『ABCフレッシュアップベースボール』では、『ABCフレッシュアップベースボール 伊藤史隆のラジオノオトVersion』第1回放送（同月26日）のPRを兼ねて、この試合を解説・関本、阪神側ベンチリポーター・伊藤、放送席ゲスト・小林、実況・小縣裕介（伊藤と同じく朝日放送テレビのゼネラルアナウンサー）という体制で中継した。上記の第1回放送では、見学開始から中継終盤までの模様を収録した音源を、18時台に2部構成で流している。

    - 関本に代わって中田が出演する場合には、中田の顔立ちがジョン・トラボルタに似ている[注 45] ことにちなんで、「中田良弘のトラボルタクイズ」として放送。通常は「Century Lovers」（関本が阪神の内野手時代に登場曲として使っていたポルノグラフィティの楽曲）であるテーマソングも、「サタデー・ナイト・フィーバー」（トラボルタの主演映画）の楽曲に差し替えていた。

  - 金曜日 - 「ムキムキ!!ノーサイド劇場」
    - 『ほり×ナビ』時代に続いて、伊藤が当コーナーの進行役を担当。コーナーの構成・内容は例年と変わらないものの、両親が近鉄ラグビー部（近鉄ライナーズ）の関係者[注 46] である谷口が、初めて当コーナーに参加する[注 47]。
- 18:46  菊正宗 ほろよいイブニングトーク（ニッポン放送制作）
  - 本来は月 - 金曜日の帯番組であるため、ABCラジオでは月曜日のみ、独立番組として18:43 - 18:50に放送していた。

「ほろよいイブニングトーク」の終了後からは、基本として、伊藤と日替わりパートナーの2人だけで生放送を進行。

19時台
- 19:00　「7時のニュースフラッシュ」
  - 日替わりパートナーとのクロストークを交えながら、放送日の主なトピックスを、伊藤がフラッシュニュース形式で紹介。最後に、天気予報を伝える。フラッシュニュースには、阪神以外のNPB球団や、野球以外のスポーツに関する最新情報を含むこともあった。
- 19:16  「伊藤史隆の『いま』気になるノオト」
  - 『キャスト』でニュースキャスターを経験した伊藤が気になる世間の話題を、日替わりパートナーとのトークを通じて掘り下げる。ただし、放送上はコーナータイトルのコールを割愛している。
  - 松喬が水曜日の放送へ出演する場合には、松喬の進行による「ラジオノオトの『歌謡大全集』的こころ」[注 48] を放送。落語家仲間や関係者からのリクエストを基に、かつて松喬が出演していた『歌謡大全集』で放送していそうな昭和歌謡を1曲流していた。
  - 2018年2月の平昌オリンピック開催期間中には、この時間に「平昌オリンピックリポート」を放送。朝日放送代表のリポーターとして開催地の韓国に派遣された伊藤の後輩アナウンサー（9日 - 16日：塚本麻里衣[注 49] → 20日 - 23日：川添佳穂[注 50]）が、電話を通じてリポートを伝えた。
- 19:30  「ABC交通情報」（『ほり×ナビ』から継続）
- 19:40　「ようこそ、ラジオノオトへ。」
  - 知名度やジャンルを問わず、伊藤が「ぜひ会いたい」と思うゲストを交えてトークを展開したり、伊藤が「ぜひ行きたい」と思ったイベントやスポットに赴いた模様を紹介したりするコーナー。放送日に応じて、以下のいずれかのパターンで構成していた。
    - （1）放送中にゲストをスタジオに迎えたうえで、フリートークを展開。
      - 前述した若宮以外にも、「伊藤がラジオパーソナリティとしての心得を学ぶ」「AMとFM・ABCと他のラジオ局の間でリスナーの相互交流を促す」などの理由で、以下のように新旧のラジオパーソナリティやDJをゲストに招くことがある[注 51]。
        - 2017年11月14日（火曜日）：ターザン山下
          - このゲスト出演が縁で、2017年12月21日（木曜日）には、当番組の本番前（16時台前半）に伊藤が『Kiss MUSIC PRESENTER』（KissFMで山下がDJを務める生ワイド番組）にサプライズ出演。当番組の同年最終放送（12月28日・木曜日）では、その時の放送音源の一部や、伊藤に同行していた小林[注 52] のリポート音源を流した。

        - 2017年12月5日（火曜日）・2018年3月1日（木曜日）：山本シュウ
        - 2017年12月8日（金曜日）：道上洋三[注 53]

    - （2）スタジオ以外の場所で、伊藤からゲストへのインタビューを収録した音源を放送。
    - （3）伊藤がイベントなどを取材した模様を収録した音源を流しながら、日替わりパートナーを相手に報告。
    - （4）リスナーの代表と曜日別パートナーによる交流企画（事前収録）の模様を放送。
      - 2017年12月の「ABCラジオ スペシャルウィーク」では、以下のような企画を提案したうえで、参加を希望するリスナーを募集。1つの企画につき抽選で1組のペア（または1グループ）を招待したうえで企画を収録したことから、2018年1月最終週の当コーナーで収録の模様を順次放送した。
        - 火曜日：「小塚舞子と食べる!スパイスカレーはしごツアー」
        - 水曜日：「笑福亭松喬と笑う!落語鑑賞ツアー（伊藤・三代澤康司・桂紗綾による共同司会で2018年1月20日に催された『第116回上方落語をきく会』への招待企画で、出演する落語家の楽屋への挨拶付き）」
        - 木曜日：「小林祐梨子と走る!プライベート・ランニング・レッスン」
        - 金曜日：「谷口真由美が吼える!うちの大学（当時、谷口が准教授を務めていた大阪国際大学で）の講義、聞きに来る??」

    - （5）「伊藤史隆の一言も二言も多い映画紹介」
- 19:50　「教えて!あしたの朝刊読みどころ!」
  - 2017年11月7日（火曜日）から5分間放送。朝日新聞大阪本社内の特設スタジオに待機している「朝日新聞」朝刊の編集長と中継をつなぎながら、放送翌日の朝刊（大阪本社発行版）に掲載予定の記事から、編集長が朝刊や「朝日新聞デジタル」（インターネット版）での一読を勧める話題を1本紹介していた。ただし、本編を事前に収録する場合や、放送の翌日が新聞休刊日に当たる場合には休止。

20時台
- 20:00　パートナーがメインで進行する日替わりコーナー（『ABCフレッシュアップベースボール　伊藤史隆のラジオノオトVersion』でも放送）
  - 火曜日 - 「小塚舞子の2軒目のはなし」
    - 伊藤のような中高年に人気の楽曲に詳しく、大の読書家でもある小塚が、気になる楽曲（主に1970年代～1990年代のポップスや歌謡曲）・作品・グルメスポットなどを週替わりで紹介するコーナー。コーナータイトルの「2軒目のはなし」は、「夜の飲み歩きや食べ歩きでは、2軒目に入ったお店で深い話ができる」という小塚自身の経験に基づいている。

  - 水曜日 - 「笑福亭松喬の一笑（いっしょう）懸命」
    - 『日曜落語 〜なみはや亭〜』『上方落語をきく会』（いずれもABCラジオの演芸番組）の「席亭」（司会）でもある落語研究会出身者の伊藤を相手に、三喬からの襲名に至った経緯や、知る人ぞ知る高座の見方・落語や出囃子の聴き方などを紹介。自身の近況報告[注 54] や、思い出話なども語っていた。
    - コーナータイトルの「一笑懸命」は、松喬が座右の銘としている造語。またコーナー開始時には、松喬を襲名してから使用するようになった出囃子『お兼晒』が流れる。

  - 木曜日 - 「小林祐梨子のはじめの一歩」
    - ラジオ番組に初めてレギュラーで出演する小林が、近況や陸上競技選手・指導者としての経験などを交えながら、さまざまなスポーツの話題や魅力を語った。小林からのリクエストによる楽曲を、1曲流すことでコーナーを締めくくることが特徴。小林による陸上競技関係者（増田明美など）へのインタビュー音源（電話による出演か事前収録）や、小林が日本各地のマラソン大会へゲストランナーとして出場した際にICレコーダーで録音した市民ランナーとのやり取りの音源を流すこともあった。
    - 2018年の初回放送（1月4日）には、前日（3日）開催の第94回箱根駅伝復路[注 55] で30歳[注 56] にして初出場を果たしたばかりの渡邊和也（出場時点では東京国際大学の1年生）が、兵庫県西宮市の実家から電話で出演[注 57]。兵庫県立西脇工業高校・東京農業大学の陸上長距離選手だった小林の夫[注 58] と渡邊がかねてからの知り合いであることを背景に、前年から当コーナーで渡邊を取材してきた縁で、渡邊が7区を走った復路翌日の生出演が実現した。

  - 金曜日 - 「谷口真由美の一言よろしい?」
    - 毎回1つのテーマを設けたうえで、「一言よろしい?」（「一言申し上げて良いですか?」というニュアンスの大阪弁）というコーナータイトルさながらに、そのテーマに対して谷口が物申していた。谷口が休演する場合にも、パートナー代理の氏名（白井文など）をコーナーに入れたうえで放送することがあった。
    - 若宮がパートナー代理を務めた2017年10月13日放送分では、洋楽に造詣の深い若宮にちなんで、「若宮テイ子のThe World of Songs」という特別企画を編成した。
    - 谷口が人権に関する国際連合主催の会議への出席を目的にニューヨークへ滞在していた2018年3月16日放送分では、当コーナーにのみ、滞在先から電話で出演した。
- 20:21　リスナーからのメッセージ紹介  
  - 木曜日には、小林が1児の母親であることにちなんで、親子で聴ける楽曲を必ず1曲放送する。
  - 2018年の1月第2週（9 - 12日）および第3週（16 - 18日）には、AMラジオ災害問題協議会によるAMラジオ防災情報企画番組「いのちのラジオ」を、20:40頃から5分間内包。最終日の18日には、「私のペットは避難所に入れますか?」（伊藤の後輩アナウンサー・桂紗綾のリポートによる朝日放送制作分の企画）を放送した。
- 20:40 　明日は何の日?
  - 放送翌日の主な記念日や、話題になった出来事を伊藤が紹介。
- 20:55　エンディング

### 2018年度（シーズン2）
- 基本として、前年度の企画やコーナー編成を踏襲。リスナーへのプレゼントについては、「ラジオノオトノオト」の仕様を一新するとともに、水曜日のみ松喬の新グッズ「やぶから一筆箋」を進呈した。
- この年度から、「ジョッキー・ルーム」（春季・秋季の中央競馬重賞競走シーズンの月曜日に『Monday! SPORTS - JAM』20時台後半で放送→2022年の秋季から単独番組として編成）とのコラボレーション企画で、毎年12月の有馬記念開催前週に「ジョッキー・ルーム番外編　カウントダウン有馬記念～」（事前収録による日本中央競馬会の単独提供コーナーで「～」は開催年の西暦年号）を4日間にわたって20:30前後に内包。伊藤の後輩アナウンサーで「ジョッキー・ルーム」ナビゲーターの山下剛（2020年度のみ横山太一）が、同番組レギュラー出演者の青木雅人（競馬ニホントラックマン）や、有馬記念への出走予定馬に騎乗する栗東トレーニングセンター所属の騎手へインタビューを敢行した模様を日替わりで放送している。
- 2019年の年始（1月1日 - 4日）も通常どおり放送。ただし、1日（火曜日）・2日（水曜日）放送分については、2018年12月末に収録を済ませていた。
- 2019年の1月第2週（8 - 11日）および第3週（15・16日）には、「いのちのラジオ」を19:40頃から5分間内包。朝日放送ラジオ制作分の企画「子どもの命 どう守る?」では、伊藤の後輩アナウンサー・橋詰優子が取材と報告を担当した。
- 松喬は、2019年に入ってからのフリートークで、1970 - 80年代に日本で流行した歌謡曲やフォークソング（『神田川』『あずさ2号』など）の歌詞に対する素朴な疑問を次々と提起。リスナーからのメッセージを交えながら、冷静に聞けば不自然（または主人公の身勝手）に思えるような歌詞を、人生幸朗の十八番であったボヤキ漫談を連想させる視点と口調で「ツッコミのネタ」に仕立てていた。

18時台
- 18:00　オープニング
- 18:10　「スポーツヘッドライン」
  - 2018年12月の「ABCラジオ　スペシャルウィーク」期間中の放送（11 - 14日）のうち、12日（水曜日）以降の当コーナーと後続のパート（スポーツノオト）には、阪神の現役選手がゲストで出演（12日：福留孝介、13日：青柳晃洋、14日：大山悠輔）。2019年2月の阪神春季キャンプ期間中には、前年に続いて、伊藤と同僚のスポーツアナウンサーによる沖縄キャンプリポートを連日挿入している。
- 18:28　「スポーツノオト」（放送上はコーナータイトルを割愛、前年度に続いて日替わり企画で構成）
  - 前年度に続いて、虎バンパートナーはこのコーナーまで出演。虎バンパートナーが吉田から福本に代わった水曜日には、洋楽や宝塚歌劇に造詣の深い福本からのリクエスト曲を、他の曜日と同じく本編の前に流している。
  - 2019年2月第3週（阪神春季キャンプ期間中）　の放送では、日替わり企画の体裁を保ったまま、沖縄県宜野座村での一軍キャンプに参加している現役選手（12日：藤浪晋太郎、13日：鳥谷敬、14日：岩貞祐太、15日：能見篤史）が、現地から出演[注 59]。この期間のみ、上記選手からのリクエスト曲を本編の前に流した。
  - 火曜日 - 「中西清起のズバッと答えて」
    - 水曜日に放送されていた前年度の趣旨を踏襲しつつ、小塚（休演期間中はマンスリーパートナー）から出される野球とは無関係の質問にも中西が答える。

  - 水曜日 - 「福本豊の虎スタグラム」
    - フォロワーが1万人以上にのぼる福本のinstagram公式アカウントにちなんだ企画で、そのアカウントで公開中の画像に映っている人物を中心に、「球界一のinstagrammer」と評される福本が球界関係者のエピソードを毎週1名ずつ紹介する。コーナータイトルは「虎」（阪神タイガース）や「インスタグラム」（instagram）にちなんでいるが、阪神以外の球団の関係者や、福本のinstagram公式アカウントでの画像に登場しない関係者を取り上げることもあった。

  - 木曜日 - 「関本賢太郎の必死のパッチクイズ」
    - 関本と小林による三者択一式の3問対決を前年度から踏襲しつつ、1問ごとの正解ポイントを原則として10ポイント（最終日の最終対決のみ20ポイント）、勝者を決定するまでの期間を全期（6ヶ月）から半期（3ヶ月）ごとに変更した。また、リスナーの意見や阪神ファンへのインタビューに基づく「ボーナスクイズ」を最後に出題。半期ごとの勝者をリスナーに予想させたうえで、予想が的中したリスナーから抽選で若干名にプレゼントを進呈する企画も新設した。
      - 前半戦（2018年10 - 12月）：最終対決（2018年12月20日）で小林が勝利したため、前週（同月13日）放送分にゲストで出演した青柳のサイン入り阪神のレプリカユニフォームと、関本のサイン入り少年野球用バットを、希望するリスナーから抽選で1名ずつプレゼント。
      - 後半戦（2019年1 - 3月）：最終対決（2019年3月28日）で関本が勝利したため、小林が選んだグッズを、希望するリスナーから抽選で1名ずつプレゼント。

  - 金曜日 - 「有田修三のキャッチャーズ 愛」
    - 現役時代に近鉄バファローズ、読売ジャイアンツ、福岡ダイエーホークスで捕手として活躍した有田が、捕手ならではの視点（CATCHER'S EYE）でプロ野球関連の話題に愛をもって物申した。コーナータイトルにちなんで、「CAT'S EYE」（杏里）をテーマソングに使用。
    - 日本シリーズの終了後からは、「バーチャルリード」という企画も随時放送。「現在のプロ野球界を代表する打者に、有田が現役の名投手とのバッテリーで立ち向かう」（または「有田が打者の立場で現役の名投手と対戦する」）という想定の下に、リスナーからの対戦リクエスト（「投手・大谷翔平対打者・大谷翔平」など）を織り交ぜながら、有田が自分の経験から編み出した配球術を語った。最終放送（2019年3月22日）では、イチローが前日に現役引退を表明したことから、MLBの公式戦では見送られた「投手・大谷対打者・イチロー」を有田の「バーチャルリード」で実現。
- 18:46　『菊正宗 ほろよいイブニングトーク』
  - 前年度に続いて、月曜日のみ、独立番組として18:43 - 18:50に放送。

19時台
- 19:00　「7時のニュースフラッシュ」「伊藤史隆の『いま』気になるノオト」（放送上はコーナータイトルを割愛）「ABC天気予報」
  - 事前に収録した2019年1月1日・2日放送分では、最新のニュースではなく、2019年の主な予定を上半期（1日）・下半期（2日）に分けて伊藤が紹介。
- 19:16 
  - 火曜日 - 木曜日 - 「ようこそ、ラジオノオトへ。」
    - 週3日放送になった関係からか、紀行系のリポートは3回に分けて放送することもあった。
    - 2018年11月7日付の朝日新聞大阪本社版夕刊記事「京都 よむ・みる・あるく」[8] にて、同記事に写真が掲載された「京つけもの 大安」の職人（取締役生産部長）が松喬にそっくりだと話題になったことから[9]、番組で取材を敢行。以後、千枚漬けを漬け込む時期の「大安」への取材[注 60] は水曜日の当コーナー恒例[注 61] となっており、聴取率調査週間のリスナー向けプレゼントとして「大安」の漬物を提供されるなどの交流ができている。

  - 金曜日 - 「ムキムキ!ノーサイド劇場」
    - 例年より放送時間を遅らせたため、前年度まで出演していた有田は登場しなかった。
    - 2019年1月には、前身番組時代から当コーナーへ定期的に出演している大畑大介が18日放送分に登場。この年の9 - 10月に日本国内でラグビーワールドカップが開催されることにちなんで、4日放送分には村上晃一、11日放送分には坂田好弘、25日放送分には福本正幸（この年のラグビー日本選手権を制した神戸製鋼コベルコスティーラーズのチームディレクター）をゲストに迎えた。ちなみに、同月以降にスタジオへ出演したゲストには、伊藤が「ラグビーが教えてくれた大切なこと」を必ず訊いていた。
    - 2019年1月4日以降の放送分については、生放送と同時に収録した当コーナーの音声付きスタジオ動画を、同年2月15日（金曜日）から ABCラジオのYouTube公式チャンネル で順次配信している。
- 19:38　「ABC交通情報」
- 19:40　リスナーからのメッセージ紹介

20時台
- 20:00　
  - 火曜日 - 「小塚舞子の2軒目のはなし」
    - 小塚の産前産後休暇前最後の出演日（2018年11月27日）には、小塚の夫・かみぬまがゲストで出演。
    - 小塚の休演期間中は、以下のように、マンスリーパートナーがメインで進行する企画に充てていた。
      - 2018年12月 - 「田淵麻里奈のこれに染まって!」 
        - 出演時点で24歳の田淵が、自身と同じ20代を中心に流行しているサービスや作品を、56歳の伊藤に紹介したり放送中に体験させたりしていた。
        - 当コーナーで伊藤が田淵からTikTokの遊び方を教わったことをきっかけに、田淵の出演期間中には、2人が放送終了後に録画したTikTokの動画を、当番組のFacebook公式アカウントから毎週配信していた。

      - 2019年1月 - 「中野涼子のホンネでドーン!」
        - 二児の母である中野が女性の本音を代弁する企画で、事前収録の街頭インタビューと連動。父親世代の男性に女性の本音を聞いてもらったうえで、女性に対する男性の普段の言動に厳重注意を促した。
        - コーナーの最後に、妻や彼女の本音に掛ける格好で、中野がオリジナルの俳句（今日の一句）を詠むことが特徴。ただし、中野の最終出演日（2019年1月29日）には、上記のパターンとは逆に「夫の本音」を取り上げた。

      - 2019年2月 - 「あきちゃん、あのね」
        - 学生時代からアナウンサーを志していながら、大学からの卒業後に一時小学校で教職に就いていた向井が進行する企画。向井が（小学校の）「先生」だったことにちなんで、当コーナーのみ、伊藤が「生徒」の役割を担っている。
        - オープニングのタイトルコールには、複数の児童が「あきちゃん」（向井）に呼び掛けるような声を収録した音源を使用。コーナーの開始当初は、ピアノ演奏歴16年などの腕前とともに、身の上話や教職時代の体験談などを披露していた。
        - 中盤以降は、関西地方の学校の吹奏楽部を向井が取材した模様を報告するとともに、取材先で収録した演奏の音源を放送した。向井がかつて社会人のブラスバンドでも活動していたことや、活動を終えてからも、フリーアナウンサーとしてブラスバンドの演奏会で司会を随時務めていることによる。

  - 水曜日 - 「笑福亭松喬の一笑懸命」
  - 木曜日 - 「小林祐梨子のはじめの一歩」
  - 金曜日 - 「谷口真由美の一言よろしい?」
    - 谷口の休演によって伊藤が単独で生放送を進行した2018年11月9日放送分には、『キャスト』のコメンテーターである富坂聰が出演。
    - 谷口の休演によって田淵が当番組に初めて出演した2018年11月30日放送分では、本来は金曜日のみ編成していない「ようこそ、ラジオノオトへ。」の特別企画として、「ようこそ、田淵麻里奈さん。」を放送。
    - 2019年3月8日放送分には谷口が出演していたが、当コーナーのゲストに青木理を迎えたことから、「青木理の一言よろしい?」というタイトルで放送。
- 20:21　リスナーからのメッセージ紹介 
  - 水曜日 - 「ラジオノオトの『歌謡大全集』的こころ」
    - 基本として前年度の内容を踏襲しているが、2019年2月20日放送分の当コーナーでは、伊藤と松喬が「君といつまでも」（加山雄三）を歌った。前週の放送翌日（同月14日）に塚本が秋山賢太（アキナ）との結婚を発表したことを受けて、「秋山と塚本の結婚式で新婦側の上司（伊藤）・友人（松喬）として歌をプレゼント」という設定の下に披露したもので、淺尾武史（「ジャイアン」という愛称で知られる当時の朝日放送ラジオイベント事業部長で、元・ラジオ局プロデューサー）によるギターの伴奏を交えていた。
- 20:45　「教えて!あしたの朝刊読みどころ!」
- 20:55　エンディング

### 2019年度（シーズン3）
- パートナーを小塚から向井に交代した火曜以外の曜日では、前年度（『シーズン2』）の企画やコーナー編成を踏襲。ただし、金曜日では2019年12月、水・木曜日では2020年1月以降の放送分で、リスナーから募集するメッセージに週替わりでテーマを設定している。
- 伊藤曰く「ラジオで週に4日放送される生ワイド番組としては最小限のスタッフと予算で賄っているが、プロデューサーが不在の場合でも、若手ディレクターの尽力によって生放送に臨めている」とのことで、2019年内の放送ではこの状況を「ABCラジオの限界集落」と表現していた。もっとも、個性もジャンルも大きく異なる曜日別のパートナーと柔軟に向き合う伊藤を小林が十種競技の選手に例えたことをきっかけに、2019年末以降の放送では「ABCラジオの十種競技」とも称している。
- リスナーへのプレゼントについては、「ラジオノオトノオト」の仕様を一新するとともに、伊藤とパートナー全員の写真を組み合わせた番組ポスターを初めて製作[10]。ポスターについては、希望するリスナーから、毎週抽選で1名に進呈していた（金曜日のエンディングで当選者を発表）。その一方で、水曜日には松喬の新グッズ「センスあふれる松喬の扇子」をプレゼント。
  - 2019年12月24日（火曜日） - 27日（金曜日）には、「自腹プレゼントウィーク」と称して、伊藤が曜日別のパートナーにちなんで自費（本人曰く「小遣い程度の金額」）で購入したグッズ（24日：ハーモニカ、25日：見台と小拍子のセット、26日：ランニングシューズ、27日：ラグビーボール）を希望するリスナーから抽選で1名ずつにプレゼント。さらに、投稿したメッセージが放送で紹介されたリスナー全員に、伊藤とパートナー全員のサインや（ゴム版ハンコによる）似顔絵を添えた当番組オリジナルの手作り年賀状を発送した。「自腹プレゼントウィーク」の実現に至ったきっかけは、松喬が伊藤に対して、「（伊藤）史隆さんは我々（個人事業主であるパートナー）と違って（朝日放送テレビから年末に）ボーナスを支給されるのだから、ボーナスの一部をお歳暮（自腹によるプレゼント）でリスナーに還元してはどうか」というアイデアを持ちかけたことによる。
- 2020年の年始については、1月1日（水曜日）に放送を休止したうえで、2日（木曜日）の事前収録版から放送。3日（金曜日）からは生放送も再開した。
- 日本国内における新型コロナウイルスの感染防止策の一環として、日本国内の大半の小中学校・高校・特別支援学校で一斉休校措置が講じられている期間（2020年3月3日＝火曜日から13日＝金曜日までの放送分）には、休校を機に当番組の聴取を始めた学生・生徒へ焦点を当てた特別企画を実施。「親子リクエスト」（親子で一緒に聴ける楽曲のリクエスト企画）「親子電話」（リスナーの親子・学生・生徒から若干名を放送中に電話を通じて出演させる企画）をレギュラーコーナーの合間に随時挿入するほか、通常のリスナープレゼントに加えて、スタッフや伊藤が選んだ漫画本を希望するリスナーから若干名に日替わりで進呈している。

18時台
- 18:00　オープニング
- 18:10　「スポーツヘッドライン」
  - 2019年12月の第3週（10日：火曜日 - 13日：金曜日）には、阪神の現役選手が、当コーナーと後続のパート（スポーツノオト）へゲストで出演（10日：西勇輝、11日：植田海、12日：原口文仁、13日：青柳晃洋）。
    - 『伊藤史隆のプレイボールまで待てない』でも放送を続けていたが、当番組の「虎バンパートナー」に相当する野球解説者を招かず、伊藤、スペシャルパートナー、「虎バンアナウンサー」だけで進行した。
    - 2020年4月14日から放送される『ラジオで虎バン!』でも、当コーナーを継承。阪神OBの濱中治（朝日放送テレビ野球解説者）・今成亮太（「タイガースアカデミー　ベースボールスクール」専属コーチ）を高野のパートナーに招く一方で、伊藤は「虎バンアナウンサー」のメンバーから外れている。『ラジオノオトはじめました』の放送期間中も、『ラジオで虎バン!』内で引き続き放送。
- 18:28　「スポーツノオト」（放送上はコーナータイトルを割愛、前年度に続いて日替わり企画で構成）
  - 前年度までに続いて、虎バンパートナーはこのコーナーまで出演。虎バンパートナーからのリクエスト曲を、本編の前に流している。有田がもっぱら知人（放送上は「チーム有田」と総称）からのリクエスト曲を紹介する金曜分では、タイトルのしりとり方式で選曲。
  - 火曜日 - 「中西清起のズバッと答えて」
    - 前年度の趣旨を踏襲しつつ、向井から出される野球とは無関係の質問にも中西が答えていた。

  - 水曜日 - 「福本豊の虎スタグラム」
    - 『シーズン3』での最終回（2020年3月25日放送分）では、「阪急ブレーブス・福本豊」というテーマで、松下電器から1969年に阪急へ入団した前後のエピソードを語った。

  - 木曜日 - 「関本賢太郎の必死のパッチクイズ」
    - 関本と小林による三者択一式の対決方式を踏襲（1回の放送あたりの出題数は3 - 4問）。また、初年度（2017年度）と同じく、全期（6ヶ月）を通じて勝者を決定した。関本の休演週には「中田良弘のトラボルタクイズ」として放送したため、中田の勝敗も通算成績に含まれる。勝者は関本で、関本の勝ち越しを予想したリスナーから抽選で1名に、関本の解説を間近で聞ける権利を添えた甲子園球場の阪神公式戦チケットを進呈する予定。
    - 2019年11月21日放送分では、田中希実をゲストに迎えた関係で、当コーナーを19時台の前半へ特別に移動させた。田中が同志社大学スポーツ健康科学部の現役学生で、京都府内のキャンパスから兵庫県内の自宅へ帰る途中に当番組のスタジオへ立ち寄れるように配慮したことによる。
    - 関本・中田に代わって湯舟が「虎バンパートナー」を務めた2020年2月13日の短縮版では、湯舟が阪神投手時代の1992年に甲子園球場の対広島戦でノーヒットノーラン（ノーノー）を達成したことにちなんで、「湯舟敏郎のノーノークエスチョン」という特別企画を放送。阪神の沖縄春季キャンプ第3クールの初日でもあったことから、キャンプ地の宜野座村から電話で出演した能見投手に対して、伊藤・小林・湯舟が（リスナーから事前に寄せられた質問を含む）「クエスチョン」を投げ掛けていた。

  - 金曜日 - 「有田修三のキャッチャーズ 愛」
    - 2020年1月17日放送分では、インフルエンザに感染した有田に代わって中田が虎バンパートナーを務めたため、当コーナーを「中田良弘のピッチャーズ　愛」として放送した。ちなみに、前日（16日）は関本の休演日（詳細前述）と重なったため、中田は前日から2日連続で代演している（前日のこの時間帯には「中田良弘のトラボルタクイズ」を編成）。
- 18:46　『菊正宗 ほろよいイブニングトーク』
  - 前年度までに続いて、月曜日のみ、独立番組として18:43 - 18:50に放送。2018年度までは本編に続いて『ダイワハウス・モーニングエッセイ 川井郁子ハートストリングス』（『ほろよいイブニングトーク』と同じくニッポン放送の制作でABCラジオでも放送される事前収録の相互ネット番組[注 62]）の告知CMを流していたが、2019年度からは、『ほろよいイブニングトーク』がradikoのタイムフリーサービスでも放送後1週間限定で聴取できる旨をレギュラー出演者（松本秀夫・春風亭一之輔）が告知するCM（松本が大阪弁で締めくくるABCラジオ向けバージョン）に変更している。
  - 2019年度の放送は、3月20日（金曜日）で終了。『シーズン3』も同日で終了する予定だったが、前述した事情で放送期間を1週間延長した。そのため、最終週（3月24 - 27日）には曜日ごとの総集編を放送。24 - 26日には、『田淵麻里奈の夜遊びはココから』の告知を兼ねて、この時間帯のみ田淵も出演している。
  - 『伊藤史隆のプレイボールまで待てない』では、この時間帯に「ライブハウスABC」という特別企画を編成。新型コロナウイルス感染拡大の影響で活動の縮小を余儀なくされている若手芸人（最終日の4月10日のみ『下埜正太のショータイムレディオ』第3代アシスタントのやました　りな＝奈良県出身のシンガーソングライター）に、持ちネタや持ち歌を披露する場を提供している。

19時台
- 19:00　「7時のニュースフラッシュ」「伊藤史隆の『いま』気になるノオト」（放送上はコーナータイトルを割愛）「ABC天気予報」
  - 『伊藤史隆のプレイボールまで待てない』でも、オープニングジングルとBGMを差し替えたうえで放送していた。
  - 『伊藤史隆のラジオノオトはじめました』では放送開始時間が19:00に設定されたため、『ラジオノオト』と同様のオープニングに続いて、19:20頃から「7時のニュースフラッシュ」「ABC天気予報」を放送。テンダラーの白川悟実・浜本広晃だけで進行する『金曜7時は☆テンダラーじゃナイト』では、『ラジオノオトはじめました』との共通コーナーが「ABC天気予報」と「ABC交通情報」（後述）しかないにもかかわらず、オープニングの直後に編成される「ABC天気予報」で浜本が天気予報の原稿を読んでいた。
- 19:16 
  - 火曜日 - 木曜日 - 「ようこそ、ラジオノオトへ。」
    - 伊藤が『福島のぶひろの大新年会!おめでとう日本!』へゲストに出演してから1週間後（2020年1月8日＝水曜日）には、伊藤・福島・石井亮次（出演時点ではCBCテレビのアナウンサー）が共演したパート（14時台の「パイセンがやってきた!元日スペシャル!」）のダイジェスト音源と、出演前後の模様を収録した独自の音源を放送した。
    - 通常は金曜日のみ放送しないが、福島を「スペシャルパートナー」に招いた2020年2月28日には、「ムキムキ!ノーサイド劇場」→「ABC交通情報」をはさんで19:43から20:35まで当コーナーを特別に編成した。
      - 福島は当コーナーから出演したため、前半を「福島さん、いらっしゃい」（ABCテレビの看板番組『新婚さんいらっしゃい!』にちなんだ質疑応答企画）、後半を「福島暢啓よ、ABCラジオの凄さを聴け!」（他の生ワイド番組の同録音源から井上プロデューサーが厳選した『森脇健児のケンケン・ゴウゴウ!』『サニー・フランシスのマサララジオ』『サクサク土曜日 中邨雄二です』[注 63] でのトークを福島に聴かせる企画）で構成した。
      - 『シーズン3』水曜分の最終回に当初設定されていた2020年3月18日放送分の当コーナーでは、松喬へのサプライズ企画として、笑福亭鶴瓶に対する伊藤の独占インタビューの音源を流した。福島が『ヤングタウン日曜日』（MBSラジオ）で鶴瓶と共演している縁で、同月の上旬に、毎日放送の本社内で同番組の収録前にインタビューが実現できたことによる。鶴瓶が同じ笑福亭一門の松喬に向けたメッセージをインタビュー中に発したため、インタビューの模様を見届けた福島に対しては、当コーナーでインタビューを放送するまで公にしない旨の依頼を伊藤から出していたという。

  - 金曜日 - 「ムキムキ!ノーサイド劇場」
    - 前年度に続いて有田は出演しないが、「スポーツノオト」では、伊藤や谷口を相手にラグビー談義を随時繰り広げている。
    - 2019年11月17日放送分には、日本ラグビー協会副会長の清宮克幸[注 64] が、前身番組時代からおよそ10年振りにゲストで出演した。

  - 『伊藤史隆のプレイボールまで待てない』では、全曜日を通じて、「教えて!○○さん!」（○○は当日のスペシャルパートナーの指名や芸名）という特別企画をこの時間帯に編成。スペシャルパートナーが自身の得意・専門分野に関する話を披露したほか、リスナーから寄せられた質問に答えていた。
  - 『伊藤史隆のラジオノオトはじめました』では、「深掘りニュース」（ニュース解説コーナー）を編成。「7時のニュースフラッシュ」で伝えたばかりのニュースから、伊藤やパートナーの関心が特に高い1項目を、伊藤が手短に掘り下げていた。
- 19:38　「ABC交通情報」
- 19:40　リスナーからのメッセージ紹介
  - 『伊藤史隆のラジオノオトはじめました』では、「ようこそ、ラジオノオトへ。」をこの時間帯に編成。ただし、新型コロナウイルス感染拡大の影響で、「ラジオ緊急経済対策」（営業時間の縮小や休業を余儀なくされている飲食店主への電話によるインタビューと楽曲リクエスト企画）に事実上特化していた。最終回（6月18日放送分）には、関本がスタジオへ出演。

20時台
- 20:00　
  - 火曜日 - 「あきちゃん、あのね」
    - 向井のレギュラーパートナー起用を機に、「小塚舞子の2軒目のはなし」に代わる企画としてレギュラー化。関西地方の学校で活動する吹奏楽部や、社会人のブラスバンドを向井が取材したうえで、取材先で収録した演奏の音源を流した。また、レギュラー化を機に、吹奏楽の関係者やリスナーから取材の依頼を受け付けていた。
    - 火曜放送分のジングルも、向井のレギュラーパートナー起用と当コーナーのレギュラー化を機にリニューアル。野球の応援風に、ブラスバンドの演奏と向井を激励するコールを組み合わせた音源を使用していた。

  - 水曜日 - 「笑福亭松喬の一笑懸命」（『伊藤史隆のラジオノオトはじめました』では火曜日に放送）
  - 木曜日 - 「小林祐梨子のはじめの一歩」（『伊藤史隆のラジオノオトはじめました』でも継続）
  - 金曜日 - 「谷口真由美の一言よろしい?」
- 20:21　リスナーからのメッセージ紹介 
  - 火曜日 - 「今週の勝手に松本隆」
    - 『シーズン2』（2019年3月26日放送分）の「ようこそ、ラジオノオトへ」に事前収録のゲストで出演していた松本隆（伊藤と同じ兵庫県神戸市在住の作詞家）を、生放送中のスタジオへ招くプロジェクトの一環として放送。過去に松本が作詞を手掛けた後に大ヒットへ至った歌謡曲から、1週につき1曲ずつフルコーラスで流している。2020年2月11日の短縮版でも、「さらばシベリア鉄道」（太田裕美による歌唱バージョン）を『菊正宗 ほろ酔いイブニングトーク』の直後（18:47頃）に流すことで対応。ただし、『シーズン3』の期間中には、松本のスタジオ出演までに至らなかった[注 65]。
    - 『シーズン3』最終月の2020年3月3日には、17日に火曜分の最終回を迎える前提で、当日・翌週（10日）・17日の当コーナーで放送する楽曲の予想クイズを実施。3曲とも的中させたリスナーから、抽選で1名に3万円を進呈した。
    - 『伊藤史隆のプレイボールまで待てない』では、「無理やり松本隆」と称して、曜日を問わず放送を継続。「勝手に秋元康」という派生企画も放送していた。

  - 水曜日 - 「ラジオノオトの『歌謡大全集』的こころ」
  - 『伊藤史隆のラジオノオトはじめました』では、「今日のスパイス」（特定のアーティストやミュージシャンに関する楽曲を放送する全曜日共通企画）を、この時間帯に1 - 2週間単位で編成していた。
- 20:45　「教えて!あしたの朝刊読みどころ!」 
  - 『伊藤史隆のラジオノオトはじめました』では、「明日のメモ書き」と称して、番組スタッフが調べた放送翌日に関する話題（記念日や商品・サービスの開始予定など）を伊藤が紹介していた。
- 20:55　エンディング

### 2020年度（シーズン4）
- シーズンを通じてのテーマを、「評価されたい4ヶ月」に設定。編成上の事情で放送時間が『シーズン3』までの3時間から2時間に短縮されたことを伊藤が妻に伝えたところ、妻から「君は会社（朝日放送ラジオ）に評価されていない」と言われたことがきっかけで設定されたという。
- 全体の構成を、『伊藤史隆のラジオノオトはじめました』から踏襲。『ムキムキ!ノーサイド劇場』および、金曜日以外の20時台の日替わり企画を前年度から引き継いでいる。水曜日における「センスあふれる松喬の扇子」のプレゼントも続けているが、「ラジオノオトノオト」はデザインを一新した関係で、2021年の1月上旬までリスナーへのプレゼントを見送っていた。
- 『シーズン3』ではリスナーから募集するメッセージのテーマを火曜以外の曜日に日替わりで設定していたが、『シーズン4』から火曜日にもこの設定を適用。水曜日のみ松喬、他の曜日では伊藤が当日のテーマをオープニングで発表している。

19時台
- 19:00　オープニング
- 19:13　「7時のニュースフラッシュ」「ABC天気予報」
- 19:20
  - 金曜日 - 「ムキムキ!ノーサイド劇場」
    - 「ABCラジオ リスナー大感謝祭」期間中の2020年12月18日には、当コーナーに代わって、「ようこそ、ラジオノオトへ。」を特別に編成。当日の『ラジオで虎バン!』に出演していた真弓明信（朝日放送テレビ野球解説者、阪神タイガース元・選手および監督）をゲストに迎えた。
- 19:33　「ABC交通情報」
- 19:35
  - 火曜日 - 木曜日 - 「ようこそ、ラジオノオトへ。」
    - 新型コロナウイルスへの感染拡大に歯止めが掛からない状況で放送していることから、「伊藤史隆の棚からひとつかみ」（映像ソフトとして発売されている過去の名作映画や直近に購入した新刊本からお勧めの作品を紹介するミニ企画）を随時組み込んでいる。
    - 2020年12月の第3週には、「ABCラジオ リスナー大感謝祭」の一環で、ABCラジオの他の生ワイド番組へレギュラーで出演する以下の人物をゲストに迎えている。
      - 12月15日（火曜日）：増田英彦（ますだおかだ、メインパーソナリティを務める『よなよな… 』火曜分の本番前に出演）
      - 12月16日（水曜日）：いがらしあみ（『おはようパーソナリティ道上洋三です』第13代アシスタント）
        - 松喬と同じく兵庫県西宮市の出身で、市内の公立高校（西宮市立西宮高等学校）を卒業していることから、兵庫県立西宮高等学校OBの松喬との間で出身高校をめぐるトークバトルを展開した。逆に、『おはようパーソナリティ』では、伊藤がパーソナリティ代理・いがらしがアシスタントを務めていた2022年1月10日（月曜日・成人の日）放送分で松喬をゲストに迎えている。

      - 12月17日（木曜日）：森脇健児（『森脇健児のケンケン・ゴウゴウ!』メインパーソナリティ）

    - 伊藤と中邨は、2021年1月11日（月曜日・成人の日）に、「トラッキーズ」という名義でチキンジョージ（神戸市中央区のライブハウス）のステージ（年に1日だけ開催される「チキンジョージ新年会 素人演芸会」）へ出演。『夏の終りのハーモニー』（井上陽水・玉置浩二）を中邨とのデュエットで披露した。阪神・淡路大震災に関する当番組の企画で2020年1月にチキンジョージを取材したことがきっかけで、チキンジョージ側から出演を打診されたことによる「歌手デビュー」で、当コーナーでは1月7日（木曜日）・13日（水曜日）にスタジオでの練習、14日（木曜日）に本番での歌唱音源を放送。アンコールで『冬の稲妻』（アリス）を2人で歌った音源も、19日（火曜日）の当コーナーと『サクサク土曜日 中邨雄二です』の16日（土曜日）放送分で流している[11]。
- 19:50　リスナーからのメッセージ紹介

20時台
- 20:00　
  - 火曜日 - 「あきちゃん、あのね」
  - 水曜日 - 「笑福亭松喬の一笑懸命」
  - 木曜日 - 「小林祐梨子のはじめの一歩」
    - 2021年1月28日放送分で（『シーズン1』からの）通算放送回数が99回に達していたが、小林の産前産後休業に伴って翌週（2月4日放送分）から休止。「シーズン4」終了後の2021年4月29日に、『ABCフレッシュアップベースボール 伊藤史隆のラジオノオトVersion』で、次男の出産報告を兼ねて100回目の放送が実現した。

  - 金曜日 - 「なにわスワンキーズの熱狂!男どアホウプロ野球」
    - なにわスワンキーズのパートナー起用を機に新設。なにわスワンキーズが、プロ野球関連のマニアックな小ネタを盛り込みながら、放送中にスタジオでトリオ漫才を披露する。リスナーからも、漫才のネタの「お題」を受け付けている。2020年12月18日放送分では、真弓がこのコーナーまで出演することを受けて、「真弓明信」というお題の漫才を本人の前で披露。
    - 2020年11月27日放送分からは、漫才の最中に動画を収録。その動画を、放送の翌週から ABCラジオのYouTube公式チャンネル で順次配信している（『ABCフレッシュアップベースボール 伊藤史隆のラジオノオトVersion』でパートナーを務める場合にも実施）。
    - 2021年3月12日には、在阪民放ラジオ6局の共同制作番組『新しい生活様式でのエンターテインメントを考える オワラナイ ウタヲ ウタオウ』（朝日放送ラジオから桂紗綾が出演）を20:00 - 21:00に編成することに伴って、当番組を19時台にのみ放送。
- 20:21　リスナーからのメッセージ紹介 
  - 水曜日 - 「ラジオノオトの『歌謡大全集』的こころ」
- 20:45　「教えて!あしたの朝刊読みどころ!」
- 20:55　エンディング

### 2021年度（シーズン5）
- 2021年10月22日（金曜日）から放送を開始したが、阪神のクライマックスシリーズ（CS）進出が当日までに確定していた関係で、『ラジオで虎バン!』のスタートは阪神のファーストステージ敗退後（11月10日＝水曜日）にまで繰り下げられた。このため、11月9日（火曜日）までの放送では、18:00からの3時間バージョンを暫定的に復活。18時台には、『シーズン3』までの「虎バンパートナー」に相当する役割で、朝日放送テレビの野球解説者を日替わりでゲストに迎えていた（第1回のゲストは初期の「虎バンパートナー」だった吉田義男）。翌10日から2時間バージョンでのレギュラー放送へ移行したが、2021年内の放送は『ラジオで虎バン!』ともども12月24日（金曜日）に終了。2022年は1月1日が土曜日であったため、1月4日（火曜日）からNPBレギュラーシーズン開幕前日の3月24日（木曜日）までの期間を『シーズン5』としての放送に充てている。
  - 朝日放送ラジオでは、2021年内最終週の火 - 木曜日に、当番組2時間バージョンの放送枠で以下の特別番組を放送した（いずれも自社制作で事前に収録）。なお、大晦日に当たる12月31日（金曜日）には、『ABCラジオ70周年記念特別番組「東野幸治のホンモノラジオスペシャル～俺たちの紅白歌合戦～」』を18:00 - 21:50に編成。
    - 12月28日（火曜日）：『ABCラジオ開局70周年記念特別番組「目指せ100年!いろいろあったで ABCラジオスクープ大賞!」』（伊藤と中邨が出演）
    - 12月29日（水曜日）：『笑福亭仁鶴さん追善特別番組「笑福亭仁鶴　最後の楽書き帖」』（伊藤と後輩アナウンサーの加藤明子が進行）
      - 当日は『赤星憲広のオーライオーライ』を18:00 - 19:30、『最後の楽書き帖』を19:30 - 21:00に編成。

    - 12月30日（木曜日）：『矢野燿大のどーんと来い!!』
- シーズンテーマは「もっと、あなたと近く」。ポストシーズンの終了後は、『シーズン4』に続いて、伊藤によるロケ取材企画や「伊藤史隆の棚からひとつかみ」などを放送している。
- 番組ノベルティの「ラジオノオトノオト」については、『シーズン4』までのノート型付箋に代わって、ノートの現物（2種類）を用意。水曜日では、「センスあふれる松喬の扇子」のプレゼントも続けている。2022年の1月第3週（11日＝火曜日）からは、「ラジオノオトノオト」を3種類に増加。表紙の色（赤・青・黒色）を番組スタッフが選ぶことを条件に、『シーズン5』の最終回まで、放送中にメッセージを紹介されたリスナーから毎回抽選で6名に「ラジオノオトノオト」を1冊ずつ贈呈している。
- 日本国内では放送期間中の2022年1月8日（土曜日）[注 66] から、ジャパンラグビートップリーグに代わってJAPAN RUGBY LEAGUE ONE（リーグワン）の公式戦がスタート。当番組では、トップリーグ経験者のこじまラテ（なにわスワンキーズ）を『シーズン4』に続いて金曜日のパートナーを起用する一方で、「ムキムキ!ノーサイド劇場」の編成を『シーズン5』の開始当初から見送っていた。

以下では、2時間バージョンでのタイムテーブルを記載。

19時台
- 19:00　オープニング
- 19:13　「7時のニュースフラッシュ」「ABC天気予報」
- 19:33　「ABC交通情報」
- 19:35　「ようこそ、ラジオノオトへ。」

伊藤は2022年1月上旬に、神戸大学の学生時代にアルバイトとして勤務していた安福又四郎商店（清酒「大黒正宗」の蔵元）を、パーソナリティの立場で取材。その模様を、同月12日（水曜日）・13日（木曜日）放送分の当コーナーで、取材音源を交えながら報告している。
- 19:50　リスナーからのメッセージ紹介

20時台
- 20:00　
  - 火曜日 - 「小林祐梨子のはじめの一歩」（放送日を変更）
  - 水曜日 - 「笑福亭松喬の一笑懸命」
  - 木曜日 - 「あきちゃん、あのね」（放送日を変更）
  - 金曜日 - 「なにわスワンキーズの熱狂!男どアホウプロ野球」
    - 前年度に続いて、放送中にスタジオでトリオ漫才を披露したうえで、その模様を収録した動画を放送の翌週からABCラジオのYouTube公式チャンネルで順次配信。
- 20:21　リスナーからのメッセージ紹介 
  - 水曜日には、「ラジオノオトの『歌謡大全集』的こころ」に代わって、松喬が愛聴しているロックから毎週1曲を紹介。
- 20:45　「教えて!あしたの朝刊読みどころ!」
- 20:55　エンディング

### 2022年度（シーズン6）
- 2022年NPBレギュラーシーズン終盤の9月29日（木曜日）から放送を開始。阪神がシーズン3位でクライマックスシリーズへの進出を決めたことから、阪神がポストシーズンを終えるまでの火 - 金曜日で阪神戦が組まれていない場合には、『ラジオで虎バン!』ではなく当番組の3時間バージョンを18:00 - 21:00で暫定的に復活させていた。
  - 当初は、阪神のレギュラーシーズン最終戦が10月2日（日曜日）の対ヤクルト戦（甲子園）に設定されたことを受けて、『ラジオで虎バン!』のレギュラー放送を同月4日（火曜日）に始めることを予定していた。しかし、阪神のクライマックスシリーズ進出が10月1日に決まったことから、上記の予定を変更。当番組で9月29日から始めていた3時間バージョンでの生放送を、阪神のポストシーズン終了の直後まで続けたうえで、10月11日（火曜日）を除いて『ラジオで虎バン!』の「虎バンパートナー」（火曜日：関本、水曜日：濱中、木曜日：桧山）を18時台にのみ出演させている。なお、「虎バンパートナー」を週替わりで設定している金曜日には、9月30日に吉田義男・10月7日に下柳剛が登場。10月6日（木曜日）には、桧山に代わって真弓が「虎バンパートナー」を務めた。
  - 阪神がクライマックスシリーズで2位・DeNAとのファーストステージを突破したことに伴って、ABCラジオでは10月12日（水曜日）から、ファイナルステージ（ヤクルトとのナイトゲーム）を自社制作で全試合中継することを決定。ファイナルステージでは屋外球場（リーグ優勝チーム・ヤクルトの本拠地である神宮球場）を使用したことから、12日から14日（金曜日）まで当番組の3時間バージョンを中継の雨傘番組へ設定していた。もっとも、阪神は第1戦からの3連敗によって、14日にファイナルステージで敗退。ABCラジオでは翌週（10月18日）から、『ラジオで虎バン!』2022年度版のレギュラー放送を開始するとともに、当番組のレギュラー放送を2時間バージョンで再開している。
- 伊藤が放送期間中の2022年10月25日（火曜日）に60歳の誕生日を迎えることから、シーズンを通じてのテーマを「楽しく笑う60歳」に設定した。
  - ABCラジオでは、セントラル・リーグクライマックスシリーズのファイナルステージで15日（土曜日）に第4戦が発生した場合に、伊藤がラジオ中継で実況・中西が解説を担当することを告知。阪神がファイナルステージを突破した場合には、パ・リーグのファイナルステージを突破したチームの本拠地で25日に日本シリーズの第3戦へ臨むことから、当番組の放送枠を第3戦の中継に充てることを予定していた。しかし、阪神がファイナルステージの第3戦でポストシーズンを終えることが決まったため、伊藤は60歳の誕生日（25日）の夜に当番組の2時間バージョンを担当できるようになった（当日のパートナーは曽麻ではなく大塚澪）。
- 番組のノベルティ・グッズについては、シーズン5までの「ラジオノオトノオト」に代わって、「君の瞳に恋してる」（略して「君恋」）と称するステッカーと「コースターにはでかし、折り紙には小さし」（およそ10cm四方の色紙で略称は「でかちさ」）に変更。「君恋」には眼鏡を掛けた伊藤の目元を大きく映した写真が使われていて、投稿したメッセージが採用されたリスナー全員や、「ようこそ、ラジオノオトへ」の取材先の関係者に配布している。その一方で、当日のオープニングで発表されたテーマに沿って放送中に寄せられたメッセージを対象に、「伊藤とパートナーの心に響いた」というメッセージの投稿者を、「伊藤史隆賞」と「パートナー賞」（放送上の呼称は火曜日から順に「曽麻綾賞」「笑福亭松喬賞」「向井亜季賞」「なにわスワンキーズ賞」）として1名ずつ選出。受賞者に「でかちさ」を贈呈している。
  - 「伊藤史隆賞」と「パートナー賞」については、放送中に取り上げたメッセージから、プレゼントの対象者を選んでいる。賞の決定は伊藤とパートナーの裁量に委ねられていて、3時間バージョンでは、番組の中盤に「中間発表」を実施していた。なお、水曜日のみ、「笑福亭松喬賞」での「でかちさ」とは別に「センスあふれる松喬の一筆箋」をプレゼント。
  - 「コースターにはでかし、折り紙には小さし」については、『シーズン5』までの「ラジオノオトノオト」と違って、初回の放送までに当番組へ納品されていた。ただし、放送の開始当初は正体を伏せていて、放送上は「まだ名はない、モノも言えない」という仮称で紹介。2022年10月7日（金曜日）放送分で正体を明かすとともに、なにわスワンキーズのこじまラテから「コースターにはでかし、折り紙には小さし」との名が正式に付けられた。
  - 2022年内は12月29日（木曜日）まで放送した後に、2023年1月3日（火曜日）から放送を再開。2022年は12月31日（大晦日）が土曜日・2023年は1月1日（元日）が日曜日に当たるため、朝日放送ラジオでは2022年12月30日（金曜日）に当番組と『ラジオで虎バン!』の放送枠で『赤星憲広のオーライオーライ』（18:00 - 19:30）と『矢野燿大のどーんと来い!!』（19:30 - 21:00）を編成している。
  - 伊藤が朝日放送テレビの正社員定年を機に、2023年度から「シニアアナウンサー」へ移行することに伴って、ナイターオフ期間のレギュラー放送を「シーズン6」で終了することが2023年3月14日（火曜日）のオープニングトークで伊藤から発表された。曜日別の最終放送日は、終了日の早い順に金曜分が3月24日、火曜分が3月28日、水曜分が3月29日、木曜分が3月30日（パ・リーグの2023年レギュラーシーズン開幕日および、セ・リーグのレギュラーシーズン開幕前日）。

以下では、2時間バージョンでのタイムテーブルを記載。

19時台
- 19:00　オープニング
- 19:13　「7時のニュースフラッシュ」「ABC天気予報」
- 19:33　「ABC交通情報」
- 19:35　「ようこそ、ラジオノオトへ。」
- 19:50　リスナーからのメッセージ紹介

20時台
- 20:00　
  - 火曜日 - 「曽麻綾の、そうそう、そういえば」
    - 1998年の出生から2018年の吉本新喜劇入団に伴って来日するまでカナダで生活していた曽麻が、日本の印象や、日本での4年間の生活で奇妙に感じたことなどを語る企画。
    - 曽麻に代わって大塚がパートナーを務める日には、「大塚澪の、おつかれい!」という企画を放送。大塚が吉本新喜劇への入団前に音楽大学でオペラを専攻していた経験を踏まえて、オペラの楽しみ方やオペラにありがちなエピソードを交えながら、自身の半生を語っている。

  - 水曜日 - 「笑福亭松喬の一笑懸命」
  - 木曜日 - 「あきちゃん、あのね」
    - 「シーズン6」では、伊藤、向井、プロデューサーの亀井に番組スタッフを加えた5名で「伊藤史隆とラジモクバンド」を結成。番組全体における2022年の最終回（12月29日）では、伊藤の歌唱と「ラジモクバンド」の演奏をスタジオから放送した。

  - 金曜日 - 「なにわスワンキーズの熱狂!男どアホウプロ野球」
    - 『シーズン4』からの通例で、放送中にスタジオでトリオ漫才を披露したうえで、その模様を収録した動画を放送の翌週からABCラジオのYouTube公式チャンネルで順次配信。
- 20:21　リスナーからのメッセージ紹介
- 20:45　
  - 火曜日：「教えて!このニュース、どないなってんの?」
    - 『シーズン5』まで全曜日で放送していた「教えて!あしたの朝刊読みどころ!」に代わるニュース解説企画で、3時間バージョンとして放送された火曜日の初回（2022年10月4日）から2023年3月21日（春分の日）まで編成。「教えて!あしたの朝刊読みどころ!」とは逆に、朝日新聞の大阪本社から「このニュース」（当番組で選んだ1項目）に詳しい編集委員や記者を週替わりで当番組のスタジオへ迎えるとともに、解説や今後の紙面展開などを訊いていた。

  - 水曜日：『シーズン5』に続いて、松喬が愛聴しているロックの楽曲から毎週1曲を紹介。
- 20:55　エンディング（「伊藤史隆賞」「パートナー賞」の発表）

## 特別番組・イベント
- 2018年1月14日（日曜日）の『日曜スペシャル』（22:30 - 23:00）では、伊藤と小林の出演で、『伊藤史隆のラジオノオト・スピンオフ・プログラム　小林祐梨子のはじめの一歩!』を放送。過去に「はじめの一歩!」の本編で放送した小林と市民ランナーによるマラソン大会中のやり取りから、小林が第7回神戸マラソン（2017年11月18日）と小野ハーフマラソン（同年12月3日）へ参加した際の音源を改めて流した。
- 2018年3月18日（日曜日）の16:00 - 17:00には、公開講座方式の特別番組『谷口学園春のラジオ講座「愛のある（お）批判が世の中を変える!?～」』を放送。「谷口学園の学園長」（谷口）や「特別講師」（2017年1月20日まで文部科学事務次官を務めたABCラジオの放送対象地域・奈良県御所市出身の前川喜平）が「学級委員」（伊藤）・「学生」（松喬と小林）・「聴講生」（参加希望者からの抽選による50名のリスナー）に向けて講義や討論を展開するスタイルで、同年2月19日（月曜日）に「梅田シャングリラ」（大阪市北区のライブハウス）で収録した音源を流した[注 67]。
  - 谷口と前川は、この収録での共演がきっかけで、2019年2月5日に集英社から「ハッキリ言わせていただきます! 黙って見過ごすわけにはいかない日本の問題」（ISBN 978-4087861105）という対談本を刊行。初版の刊行に合わせて、2人が登壇するトークイベントを東京都・大阪府・沖縄県[注 68] 内で実施した。ちなみに大阪では、同書のプレゼントと連動した有料イベントとして、2月25日（月曜日）に朝日放送本社敷地内のABCホールで開催。伊藤は、このイベントで司会を務めた後に、『伊藤史隆のOn-site RADIO』（毎週月曜日夕方の生放送番組）で通常どおりパーソナリティを担当した。
- 2019年2月10日（日曜日）にあましんアルカイックホール・オクトで催された『第117回上方落語をきく会』では、夜の部を「『伊藤史隆のラジオノオト』プロデュース」というコンセプトで構成するとともに、水曜パートナーの松喬や、銀瓶、桂吉弥[注 69] などが出演。ABCラジオでは「『ドッキリ!ハッキリ!三代澤康司です』プロデュース」として夜の部との対抗戦方式で構成する昼の部と合わせて、公演の大半の演目を生中継で放送した。
- 2019年3月3日（日曜日）の18:00 - 20:00には、公開収録を兼ねた当番組初のファン（参加を希望するリスナーから抽選で200名を招待する）イベント「走って 笑って ロックして[注 70]」を神戸新開地・喜楽館（神戸市兵庫区）で開催。当番組から伊藤、小林、松喬が出演したほか、「松喬の大ファン」であることを公言しているTHE イナズマ戦隊の上中[注 71] をゲストに迎えた。
  - このイベントでは、招待者全員へのプレゼント用にクリアファイルを製作。イベント2日後（2019年3月5日）の放送から「シーズン2」の最終回（28日）までは、投稿したメッセージが紹介されたリスナーへのプレゼントに、このクリアファイルを5枚セットで加えている。
  - 松喬の出演日である2019年3月6日（水曜日）・小林の出演日である7日（木曜日）の「ようこそ、ラジオノオトへ」および、翌週（10日）の『日曜スペシャル』（22:00 - 22:30）では、イベントのダイジェスト音源を放送。翌々週（17日）の『日曜落語 〜なみはや亭〜』では、イベントで松喬が口演した落語「おごろもち盗人」を放送した。
- 『シーズン2』終了後の2019年6月16日（日曜日）には、NTTドコモレッドハリケーンズ（大阪市に本拠地を置くラグビー・トップリーグ加盟チーム）による協力の下で、『ムキムキ!ノーサイド劇場』からの派生イベント「うめきたラグビーフェスティバル」をグランフロント大阪内の「うめきた広場」で実施。伊藤・谷口の司会でレッドハリケーンズ新旧4選手のトークショーも開催したことから、同月22日の『土曜スペシャル』（21:30 - 22:00）では、トークショーのダイジェストを「伊藤史隆&谷口真由美のうめきたラグビーフェスティバル」というタイトルで放送した。
  - 2019年からは、3月の「ABCラジオ スプリングフェスタ」と11月の「ABCラジオまつり」（いずれも大阪府吹田市の万博記念公園で開催）において、当番組からの派生企画としてラグビーの無料体験ブースを出展。その模様を収録した音源を、開催後に放送している（2020年には新型コロナウイルス感染拡大の影響でいずれも中止→代替措置として前述の「ABCラジオ　リスナー大感謝祭」を実施）。
- 『シーズン3』では、パートナーの専門分野にちなんだイベントを曜日ごとに開催。その模様を収めた音源の一部を、開催後の「ようこそ、ラジオノオトへ」で放送している。
  - 火曜分
    - 2020年3月14日（土曜日）の午後に、当番組の公開収録を兼ねて、伊藤と向井の司会による生駒市立生駒中学校吹奏楽部のミニコンサートを奈良県内で開催することを計画。向井による「あきちゃん、あのね」向けの取材をきっかけに計画されたイベントで、参加を希望するリスナーから抽選で若干名を招待することを、2月25日（火曜日）の放送で発表する予定だった。しかし、日本国内で新型コロナウイルスへの感染が広がっている影響を踏まえて、開催を中止することを同日の放送で発表。同部による演奏の模様を3月14日に当番組のスタッフが収録したうえで、翌週火曜日（同月17日＝当初は『シーズン3』火曜分の最終回として編成）の「ようこそ、ラジオノオトへ」で放送する方針に切り替えた。ところが、上記の影響で同中学校が生徒の登校やクラブ活動を見合わせる措置を講じたため、収録の計画自体が消滅。代替措置として、同部の顧問教師を3月10日放送分の「あきちゃん、あのね」のゲストに迎えることで対応した。
      - 生駒中学校吹奏楽部のミニコンサートは『シーズン4』の期間中にも企画されていたが、新型コロナウイルス感染症への流行が収束していないことから、2年連続で断念を余儀なくされた。向井の出演日を木曜日へ変更した『シーズン5』では最終放送日（2022年3月24日）が木曜日に当たることから、同部の演奏を伊藤・向井と（当番組のディレクターとミキサーを含む）関係者だけの立ち会いで同月19日（土曜日）に収録。その音源から、最終放送日の19時台に「クラシック編」・20時台に「ポップス編」を放送した。

  - 水曜分
    - 「大阪ガスの電気」（日本における電力市場の自由化を機に大阪ガスが提供を開始した家庭向け電力小売サービス）の電力料金プランに2019年10月1日から「ウィズradikoプラン」（契約者が使用する有料サービス「radikoプレミアム」会員の月額料金（月会費）を契約期間中に1年単位で大阪ガスが全額負担するという特典付きのプラン）が追加されたことに伴う企画の一環で、同年中の「ウィズradikoプラン」新規申込者向けのイベントを、2020年2月22日（土曜日・猫の日）に甲子園球場近くの「G LOVE」（福本がオーナーを務めるスポーツバー）で開催。当イベントへの参加を希望する意向を示した新規申込者から抽選で若干名を招待したうえで、福本・伊藤・松喬が出演した。「放送では流せないオフ会」という触れ込みで開催されたため、26日放送分の「ようこそ、ラジオノオトへ」では、福本にまつわるクイズパートの音源だけを流した。
    - 大阪ガスでは、「大阪ガスの電気　ウィズradikoプラン」や上記イベントのPRを兼ねて、『シーズン3』に「ABC交通情報」を単独で提供。他の時間帯にも、曜日を問わず、伊藤とパートナーによるインフォマーシャルを随時放送していた。

  - 木曜分
    - 2019年11月23日（土曜日・勤労感謝の日）に京都府福知山市で開かれた「第29回福知山マラソン」に、小林がゲストランナーとして招かれていたことから、伊藤もファンラン（3 km）に参加。当番組では、伊藤の走る距離が小林より短いことを踏まえて、伊藤がファンランの終了後に散策できるスポット・店舗の情報をあらかじめリスナーから募集した。
    - 『シーズン3』終了後の2020年5月31日（日曜日）には、同年1月8日から3月31日までの「大阪ガスの電気　ウィズradikoプラン」新規申込者から60名を対象に、水曜分のイベントと同じ要領で小林によるランニング教室の開催を予定していた。新型コロナウイルスへの感染拡大や小林の第二子懐妊などの影響で数度にわたる延期を余儀なくされたが、奥村をアシスタントコーチに迎えて、小林の32歳の誕生日であった12月12日（土曜日）の午後に朝日放送グループ本社屋からのオンラインレッスン方式で開催。『シーズン4』木曜分の2020年最終放送（12月24日）の「ようこそ、ラジオノオトへ」で、レッスンのダイジェスト音源を流した。

  - 金曜分
    - 2020年2月2日（日曜日）に「SDGsマッチ」として開催されたラグビートップリーグ・神戸製鋼対NTTドコモ戦（神戸総合運動公園ユニバー記念競技場）に、視覚障害者と介助者のペア10組（20名）を招待[注 72]。招待者には盲導犬を連れての入場も認めるとともに、場内でイヤフォンを着用させたうえで、場内限定のミニ通信システムを利用した中継（実況：伊藤、解説：谷口）をイヤフォン向けに配信した。当番組では、同月6日（木曜日）の「ようこそ、ラジオノオトへ。」と7日（金曜日）の「ムキムキ!ノーサイド劇場」で、この中継の模様を交えた収録音源を放送している。
    - 当番組はこの企画によって、2019年度（第57回）のギャラクシー賞ラジオ部門で、「選奨」として表彰された[1]。
- 2020年3月22日（日曜日）の14:00 - 17:00には、『よなよな…』（ABCラジオで月 - 木曜日の深夜に通年で放送）との合同特別番組として、『ラジオで卒業式～今こそ、家族とABCラジオ～』を放送。新型コロナウイルス感染拡大の影響で日本の大半の小中学校・高校・特別支援学校で卒業式の縮小・中止を余儀なくされていることや、当該放送枠で自社制作による中継を予定していた東京ヤクルトスワローズ対阪神の開幕カード第3戦（明治神宮野球場）がNPBレギュラーシーズン開幕の延期に伴って消滅したことによる生放送番組で、当番組から伊藤と小林、『よなよな…』から水曜パーソナリティの北村真平（伊藤の後輩アナウンサー）・近藤夏子が出演したほか、ミルクボーイ、ネイビーズアフロ、ET-KINGなどをゲストに迎えた。
  - ET-KINGがIndeedのテレビCM向けに「みんなで、はたらこう」（「幸せなら手を叩こう」のアレンジバージョンに当たる楽曲）を提供していることに加えて、IndeedテレビCMの一部バージョンに当時ミルクボーイが出演していた縁で、放送中にはET-KINGがミルクボーイへのサプライズ企画で「みんなで、はたらこう」のミルクボーイバージョンを初披露。その際の同録音源は、当番組や『伊藤史隆のプレイボールまで待てない』で繰り返し流されているほか、2020年4・5月に『ET-KINGのえべっさんでぇ!』（ABCラジオにおけるET-KINGの冠番組）のラジオCMへ使われていた。
- 2023年3月5日（日曜日）には、当番組のリスナーに向けた箕面自由学園高等学校吹奏楽部のスペシャルコンサートを、同校（大阪府豊中市）の校内で16:00から1時間にわたって開催。「あきちゃん、あのね」とのコラボレーション企画によるコンサートで、鑑賞を希望するリスナーを抽選で招待した。当初は100名を招待することが発表されていたが、応募者の総数が想定を上回ったことから、抽選を経て300名を招待。当番組では、コンサートの同録音源を3月9日（木曜日）の「ようこそ、ラジオノオトへ」と「あきちゃん、あのね」で放送した。
- 「シーズン6」の終了から1年2ヶ月が経過した2024年6月14日（日曜日）には、『小林祐梨子のはじめの一歩!』を『日曜スペシャル』（21:30 - 22:15）内で放送。当日が「ABCラジオ　交流戦ウィーク2024」の最終日であることや、2024年パリオリンピックの開幕を1ヶ月ほど後に控えていることを踏まえた収録番組で、伊藤・小林に加えて福士加代子が出演した。